# Katedra w Linköping
Katedra w Linköping (szw. Linköpings domkyrka) – kościół katedralny w Linköpingu położony jest w centrum miasta przy ulicy noszącej wezwanie jego patrona, św. Piotra (szw. S:t Persgatan), naprzeciwko dawnego pałacu biskupów a obecnie zamku w Linköping (szw. Linköpings slott).
Katedra należy najważniejszych budynków w Szwecji okresu pełnego i późnego średniowiecza. W jego architekturze widoczne są zwłaszcza wpływy angielskie i niemieckie. Transept i jego filary pochodzą z najwcześniejszego okresu budowy (I połowa XIII wieku), korpus nawowy z XIV, a prezbiterium – z końca XV wieku. Części te razem tworzą bardzo spójną całość. Katedra oraz kościół klasztorny w Vadstenie były największymi przedsięwzięciami budowlanymi w Östergötland w późnym średniowieczu. W jej wnętrzu znajduje się rzadka, bogata, średniowieczna dekoracja rzeźbiarska, mająca wartość artystyczną i historyczną, podobnie jak liczne nagrobki, pomniki nagrobne i broń pogrzebowa. Wartość artystyczną i regionalną mają również ambona i prospekt organowy, należące do czołowych dzieł rzeźbiarza Niclasa Österboma z Norrköping.
Świątynia należy do Kościoła Szwecji. Jest siedzibą luterańskich biskupów diecezji Linköping.
Katedra ma status zabytku sakralnego według rozdz. 4 Kulturminneslagen (pol. Prawo o pamiątkach kultury) ponieważ została wzniesiona do końca 1939 roku (3 §).

## Historia

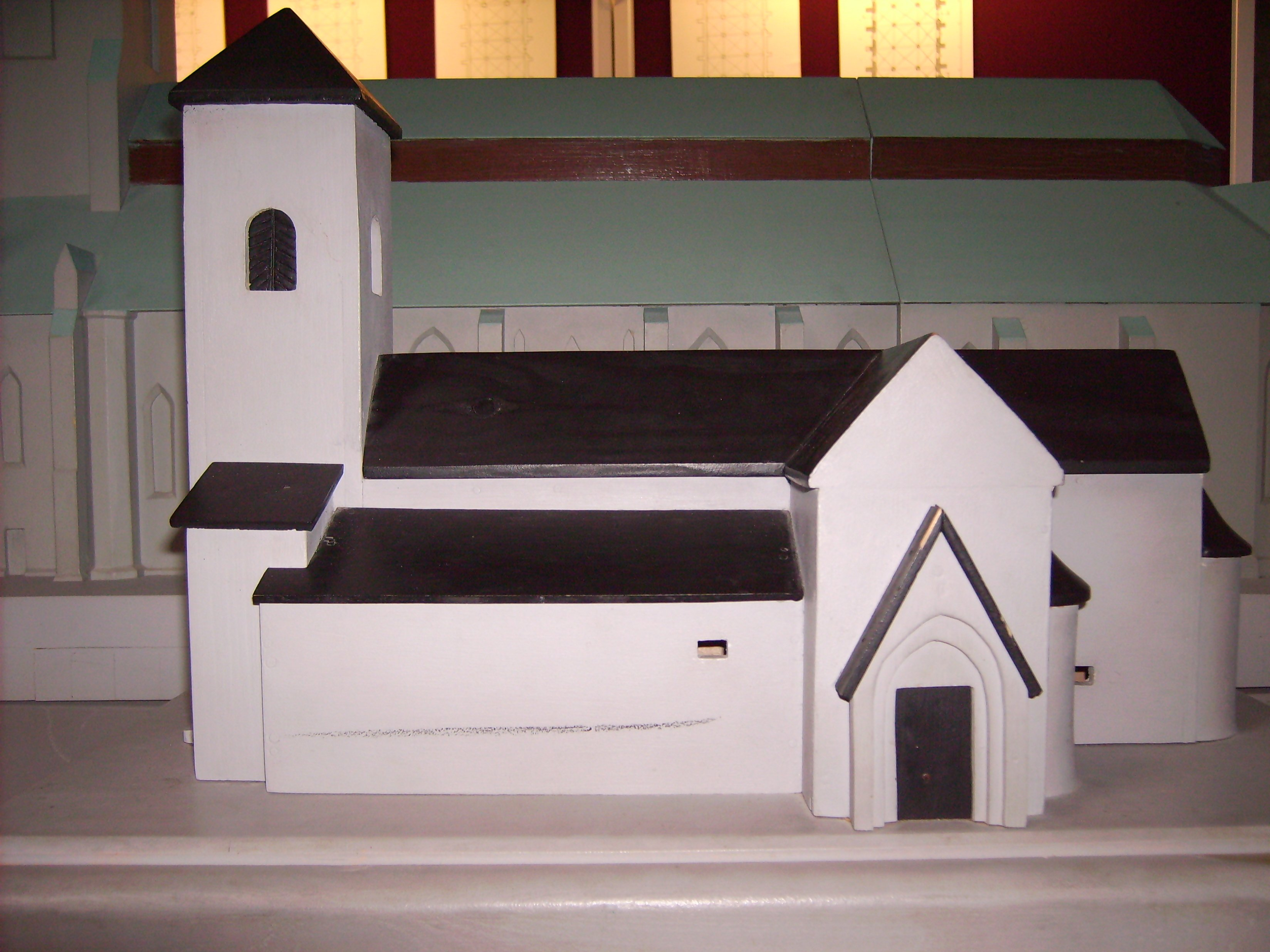
Przypuszczalny wygląd katedry romańskiej (rekonstrukcja)

### XI–XV w.
Katedra w Linköping przez ponad 800 lat swej historii wrosła mocno w pejzaż architektoniczny miasta. Jej historia rozpoczyna się na początku XI wieku, kiedy to na jej obecnym miejscu istniała prawdopodobnie drewniana kaplica cmentarna. Na ślady budowli natrafiono podczas prac wykopaliskowych w 1916, kiedy to wydobyto kamienie nagrobne z epoki wikingów. Budowa kościoła kamiennego przypuszczalnie rozpoczęła się około 1120 roku, ponieważ w dokumencie pochodzącym z tego właśnie roku a przechowywanym we Florencji w Bibliotece Medyceuszy wymieniona jest z nazwy po raz pierwszy diecezja w Linköping – jako nr 2 po diecezji w Skarze, która była starsza. Inny dokument z tego samego okresu, związany z Lund, wymienia po raz pierwszy z imienia Gislo, jako biskupa Linköping. To pierwsze, historycznie pewne imię, związane z Linköping i katedrą. Linköping był już więc obecny na mapie ówczesnego podziału administracyjnego kościoła. Ówczesny kościół był romańską trzynawową bazyliką o długości równej mniej więcej jednej trzeciej dzisiejszej budowli, zlokalizowaną pośrodku obecnej katedry. Dowodzą tego wykopaliska archeologiczne przeprowadzone w latach 1915-1916 i 1960; wzorcem był tu być może najstarszy, kamienny kościół przy klasztorze Vreta, lub stara, kamienna katedra w Roskilde. W 1153 w Linköping miało miejsce spektakularne wydarzenie – zwołano tam lokalne konsylium kościelne poświęcone sprawom kościelnym: konieczności budowy kościołów we wszystkich parafiach, konieczności zawierania małżeństw w formie ślubu kościelnego i obowiązkowi płacenia przez Szwedów należnych Rzymowi podatków. W zgromadzeniu uczestniczył wysłannik papieski, Anglik Nicolas Breakspear, który wkrótce sam został wybrany papieżem i przyjął imię Hadriana IV.
W 1219 roku na króla Szwecji został wybrany Jan Sverkersson i koronowany w Linköping (jako Jan I Sverkersson). W tym czasie (od 1220) namiestnikiem był Birger jarl, którego brat Bengt Magnusson miał wkrótce zostać biskupem w Linköping.
Około roku 1232 biskup Bengt wydał zgodę na budowę katedry, uważając prawdopodobnie dotychczasowy kościół za zbyt mały. W 1232 obu braciom udało się wyjednać list papieski, żeby przyspieszyć budowę świątyni. Papież Grzegorz IX wystawił bullę, w której zaapelował do duchowieństwa i wszystkich parafii w diecezji Linköping o wsparcie budowy katedry:

tej szlachetnej budowli, którą biskup rozpoczął, ale której nie jest w stanie z własnych środków ukończyć

Istniejącą budowlę przedłużono w kierunku wschodnim, poprzez wybudowanie prezbiterium i transeptu. Elementy te, wzniesione w stylu późnoromańskim, zachowane są w dzisiejszej budowli. Ornamentyka kapiteli wskazuje na związki z katedrą w Magdeburgu. Z tego samego okresu pochodzi też stół ołtarzowy. To ta przebudowa jest wspomniana w liście papieskim z roku 1232. W latach następnych przedłużono transept, który miał być gotowy na koronację syna Birgera jarla Waldemara Birgerssona na króla Szwecji w 1251.
Jednocześnie rozpoczęto przebudowę kościoła w stylu angielskiego długiego domu; zdążono prawdopodobnie wybudować trzecią parę filarów od zachodu. Budowniczymi byli m.in. mistrzowie budowlani z Trondheim, znający tajniki architektury angielskiej. Stary kościół stał cały czas jako odrębna budowla. W II. poł. XIII w. kontynuowano budowę nowego kościoła, przy czym wzorem architektonicznym stały się tu halowe kościoły niemieckie. Wtedy też prawdopodobnie zaczęto powoli rozbierać stary, kamienny kościół.
W latach 1308–1360, za czasów biskupa Karola, nastąpiła dalsza rozbudowa katedry. Około 1310 roku wybudowano zakrystię przy południowym ramieniu transeptu; została ona zburzona w 1747 roku. Nawy przedłużono w kierunku zachodnim o dwa kolejne przęsła i zbudowano fasadę zachodnią, w której widać wpływ rozwiązań architektonicznych zaczerpniętych z katedry w Kolonii. Fasada zachodnia miała też być prawdopodobnie flankowana dwiema wieżami, ale powstały trudności przy kładzeniu fundamentów i z dwuwieżowego rozwiązania zrezygnowano. Fasada zachodnia pozostała tym samym bezwieżowa. Wybudowano w niej trzy portale i wielką rozetę. Katedra w Linköping wówczas uzyskała długość, jaką ma dzisiaj. Przypuszczalnie ustawiono wtedy na środkowym filarze portalu zachodniego wapienną rzeźbę św. Piotra, patrona świątyni. Pozostałością po tej XIV-wiecznej, późnogotyckiej świątyni są dziś przede wszystkim bogato zdobione ślepe arkady w zachodniej części świątyni.

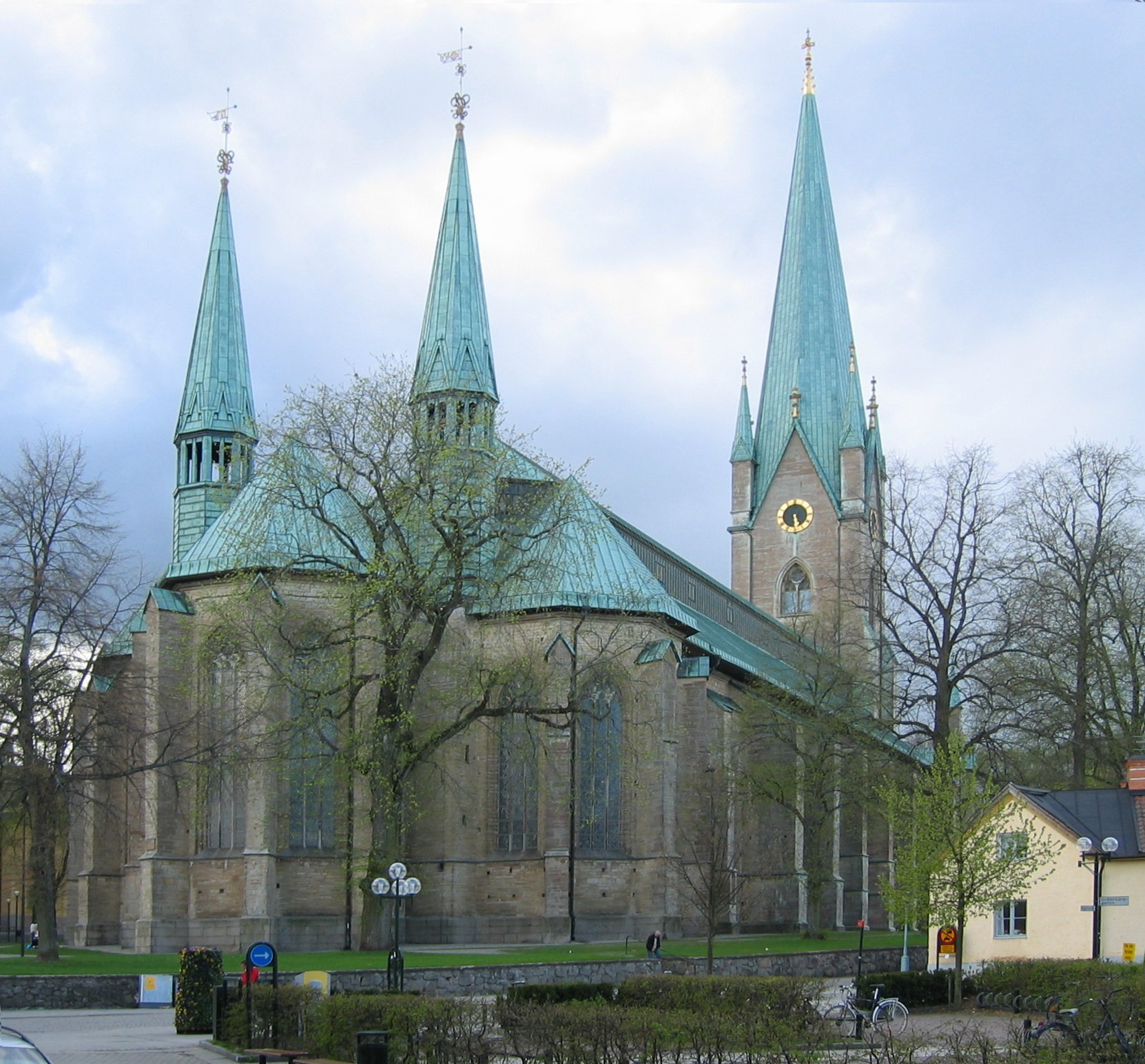
Gotyckie kaplice w prezbiterium katedry

Na początku XVI wieku trzy kaplice w stylu późnogotyckim, z dużymi oknami i sklepieniem gwiaździstym. Około 1420 prace przerwano z powodu powstania Engelbrekta Engelbrektssona. Niewykończone mury przekryto prowizorycznym dwuspadowym dachem.
Za czasów biskupa Henrika Tidemanssona (1467–1500) ukończono budowę prezbiterium, przekrywając je sklepieniem gwiaździstym. Dokonali tego mistrzowie budowlani sprowadzeni przez biskupa z Kolonii. Budowę prowadzono pod nadzorem kolońskiego mistrza, Gierlacha. Pozostawił on po sobie inskrypcję pamiątkową w Kaplicy Mariackiej: 

orate pro me. magister gierlac de colonia fecit istam capellam

Ostatnim mistrzem budowlanym pracującym przy budowie katedry był sprowadzony w roku 1487 Adam von Düren, który przebudował m.in. katedrę w Lund i zamek królewski w Kopenhadze. Za czasów biskupa Hansa Braska (1464-1538) wymieniono pierwotny dach ołowiany na miedziany. Wielowiekowa budowa katedry dobiegła końca.
Katedra stała się poprzez różnorodne wpływy architektoniczne (angielskie, niemieckie, rodzime) swoistym podręcznikiem architektury średniowiecznej, a na jej murach zachowanych jest ok. 6000 znaków murarskich pozostawionych przez murarzy, kamieniarzy i cieśli zaangażowanych w jej budowę na przestrzeni wieków. Do katedry ściągały tłumy pielgrzymów a diecezja w Linköping należała do najbogatszych w Szwecji.

### XVI–XIX w.

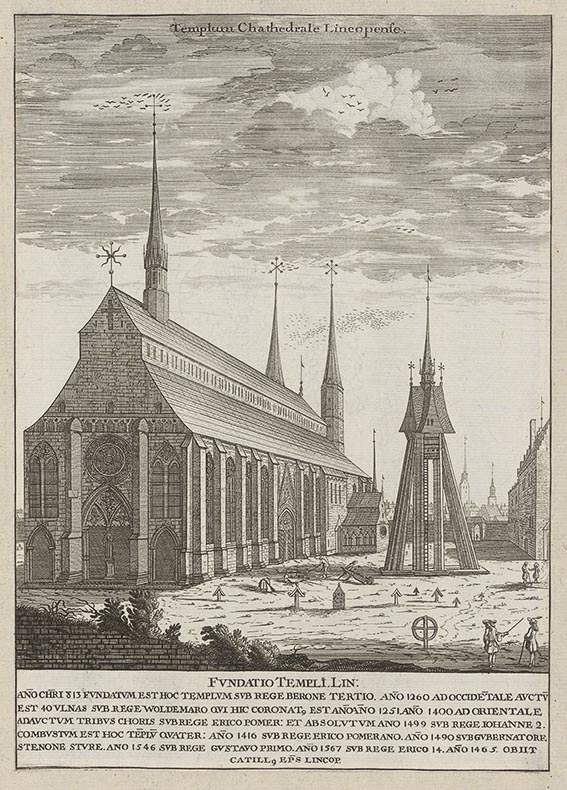
Katedra ok. 1700 r. na rycinie Dahlbergha

Kres świetności katedry nastąpił z nastaniem reformacji i przyjęciem przez Szwecję protestantyzmu w 1523. W katedrze zniszczono wówczas wiele ołtarzy i obrazów.
Na wiosnę 1546 roku nawiedziły miasto i katedrę dwa groźne pożary, w wyniku których zniszczeniu uległy tynki, malowidła oraz witraże w oknach. Kiedy działania wojenne w 1567 w ramach I wojny północnej doszły do granic Linköping, jego mieszkańcy podpalili miasto i uciekli na wschód. Dach katedry spłonął, część sklepień runęła, a wyposażenie przepadło. Kiedy król Jan III Waza wkroczył do miasta, zezwolił na naprawę dachu. W 1582 podarował on katedrze ołtarz, dzieło holenderskiego mistrza Martena Jacobszoona Heemskerka van Veena, wiszący obecnie na ścianie południowej. Remont katedry był w zasadzie ukończony w 1596 roku, jedynie miedziany dach zastąpiono poszyciem z gontu.
W 1623 roku zbudowano po południowej stronie świątyni wolno stojącą dzwonnicę. Została ona rozebrana, w latach 1747–1758.
W II połowie XVII wieku znany rysownik Erik Dahlbergh rozpoczął swoje podróże po Szwecji, w czasie których sporządzał ryciny miast i pojedynczych budowli, w tym katedry w Linköping.
W latach 1747–1758 dobudowano od zachodu wieżę według projektu Carla Hårlemana. Statuę św. Piotra przeniesiono i posadowiono na pilastrze obok portalu północnego. Wyburzono dotychczasową zakrystię, a pozyskany budulec wykorzystano przy wznoszeniu wieży. Do sfinansowania budowy wieży wykorzystano środki pozyskane z loterii pieniężnej. W końcu XVIII wieku położono nowy dach, który dotrwał do 1965 roku.
Około 1800 roku wykonano w katedrze niezbędne prace remontowo-konserwacyjne, jedne według rygorystycznych zasad sztuki konserwatorskiej, inne powierzchownie. W 1812 roku wnętrze katedry przeszło radykalne zmiany. Duża część wyposażenia z XVI i XVII wieku została zniszczona lub sprzedana, przebudowano od nowa część cmentarną w kościele, układając bezładnie płyty nagrobne. Kamienne elementy w oknach zostały wymienione na żeliwne, zniszczono witraże. Ołtarz Maartena van Heemskercka usunięto i zastąpiono w 1832 roku gipsowymi figurami Johana Niclasa Byströma. Akcja ta nosiła nazwę „storstädningen” (pol. „wielkie sprzątanie”).
Mury świątyni i pokrywające fasadę dekoracje, naprawiane z użyciem nieodpowiednich materiałów, zaczęły tymczasem niszczeć. Wówczas architekt i historyk sztuki, Carl Georg Brunius, zaproponował zakrojone na szeroką skalę prace restauracyjne. Wykazał przy tym niezwykły jak na owe czasy wzgląd na wyjątkowość architektury budowli. Z jego rekomendacji zlecono wykonanie prac restauracyjnych braciom Augustowi i Johanowi Robertowi Nyströmom z Hållingstorp. W latach 1849–1869 wykonali oni obszerną pracę, włącznie z remontem wszystkich portali. Poszycie dachu zmieniono na łupkowe.
Wieża katedralna otrzymała swój dzisiejszy wygląd dzięki przebudowie dokonanej w latach 1877-1886 przez architekta Helgo Zettervalla. W 1888 roku katedra otrzymała oświetlenie gazowe, wymienione w latach 1932–1933 na elektryczne.

### XX w.

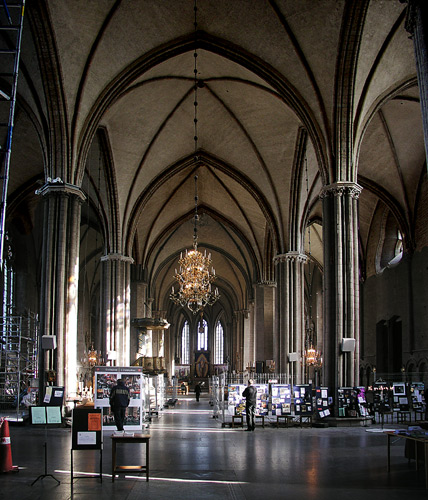
Wnętrze katedry (2003)

W latach 1959–1961 restaurowano katedrę, zainstalowano nowy system grzewczy, oczyszczono ściany i filary, poddano częściowej renowacji posadzkę. Prace nadzorował architekt Kurt von Schmalensee z Norrköping. W latach 1965–1967 przeprowadzono szerszą renowację, po ukończeniu której dach katedry i wieżyczki prezbiterium odzyskały swój oryginalny XVII-wieczny wygląd. Dach świątyni pokryto na nowo blachą miedzianą. I te prace nadzorował Kurt von Schmalensee. W 1985 roku w tympanonie głównego, zachodniego portalu umieszczono kamienną mozaikę przedstawiającą Chrystusa Pana wszechświata, dzieło rzeźbiarza Bengta Olofa Kälde.

### XXI w.
Na początku XXI wieku przeprowadzono ponownie zakrojone na szeroką skalę prace restauracyjne, które pochłonęły ok. 60 mln koron. Pod powierzchnią przykościelnego parku zbudowano szereg podziemnych pomieszczeń (magazyn, salę dla chóru, kuchnie, warsztat i inne). Z prac wykonanych wewnątrz katedry wymienić można: przeniesienie ambony o dwa filary na zachód, ustawienie krzeseł na chórze, przemieszczenia wielu płyt nagrobnych. Wprowadzono również komputerowy system sterowania światłem, dźwiękiem oraz dzwonieniem dzwonów.

## Architektura
Katedra w Linköping jest kościołem trójnawowym, halowym, wzniesionym na planie wydłużonego prostokąta, sześcioprzęsłowym, z późnoromańskim transeptem i zachodnią wieżą. Późnogotyckie prezbiterium, zakończone poligonalnie z obejściem ma trzy kaplice, rozmieszczone promieniście; środkowa z nich jest flankowana dwiema wieżyczkami.
Konstrukcja katedry wspiera się z zewnątrz na przyporach, ślepych arkadach i pilastrach.
Podstawowym budulcem jest wapień z Vrety oraz cegła w zaprawie wapiennej w partii zachodniej. Sklepienie w prezbiterium jest gwiaździste a w nawach – krzyżowe.
Całkowita długość katedry wynosi 110 m, wysokość sklepień – 18 m, szerokość fasady zachodniej – 35 m a szerokość maksymalna w transepcie – 38 m. Katedra może pomieścić około 1500 osób.

### Portale

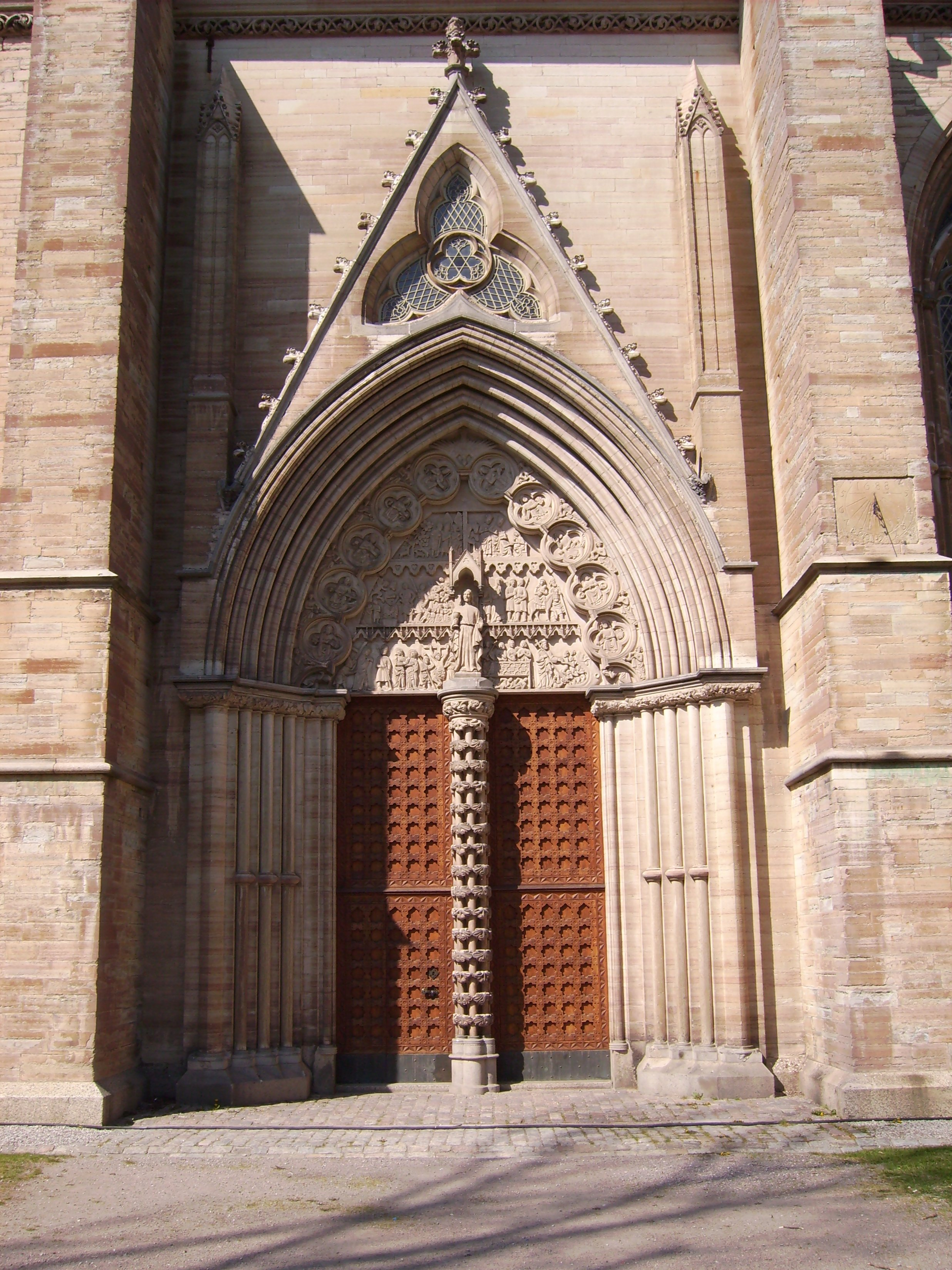
Portal południowy

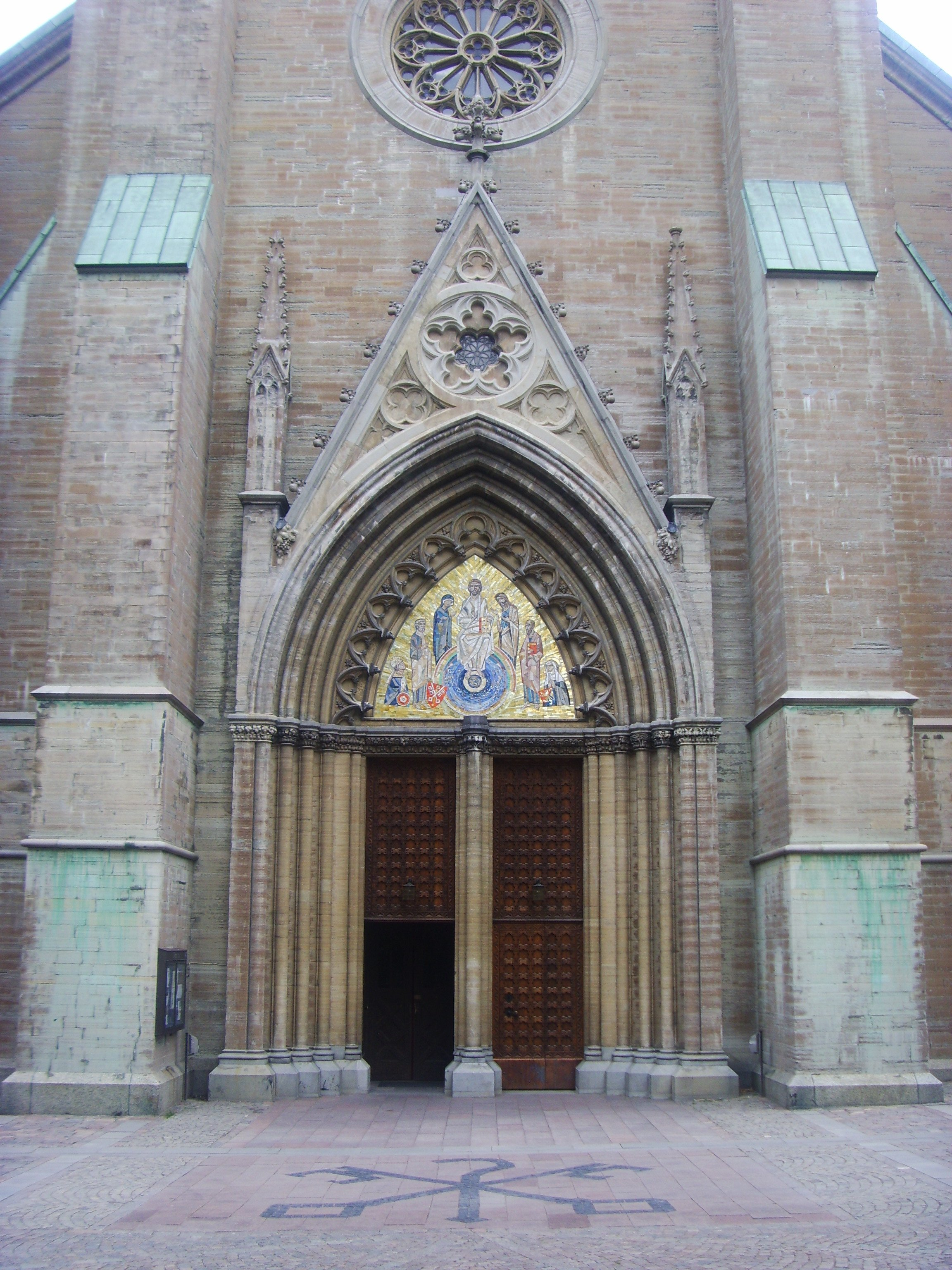
Portal główny (zachodni)

Portale miały w średniowiecznych kościołach, zwłaszcza klasztornych i katedralnych wyjątkową funkcję i znaczenie – przez nie wchodziły i wychodziły procesje, miały też znaczenie symboliczne – były drzwiami do niebios, zgodnie ze słowami Jezusa: „Ja jestem bramą” (Ewangelia Jana 10, 9.
Katedra w Linköping ma 4 portale. Dwa mniejsze prowadzą od północy i od południa do ramion transeptu i pierwotnie pochodziły z najdawniejszych okresów budowy katedry. Północny portal zachował swój romański charakter. Oba portale zostały jednak zastąpione kopiami podczas XIX-wiecznej restauracji. Najważniejszym był główny portal południowy, umieszczony mniej więcej w połowie nawy. Ponieważ wychodził na stronę południową, ku ożywczemu światłu słonecznemu, symbolizował tym samym twórczą moc Boga i szczodrość Ducha Świętego. Portal ten powstał w I połowie XIV wieku pod kierunkiem kamieniarza przybyłego z Anglii. W XVIII wieku został zastąpiony przez całkowicie nowy portal, ponieważ duże fragmenty jego tympanonu były uszkodzone i musiały być uzupełnione elementami tworzonymi na wyczucie. To, co się udało uratować z oryginalnych płaskorzeźb, przeniesiono do kościoła. Rzeźby te znajdują się one obecnie jako lapidarium w północnej części prezbiterium, w sąsiedztwie ołtarza głównego, stanowiąc ważną część średniowiecznej sztuki katedralnej. Ich motywem są wydarzenia z życia Jezusa, od narodzenia poprzez rzeź niewiniątek aż do śmierci i pustego grobu. Rolę portalu głównego pełni obecnie portal zachodni, znajdujący się w wieży. Powstał on w 1886 roku razem z nią, podczas przebudowy dokonanej przez Helgo Zetterwalla. Jego tympanon został ukończony 100 lat później, w 1986 roku, kiedy artysta plastyk Bengt Olof Kälde wypełnił go zaprojektowaną przez siebie mozaiką, nawiązującą do ikonografii bizantyjskiej. Dzieło przedstawia Jezusa jako Pana Nieba i Ziemi, otoczonego postaciami św. Jana Chrzciciela, Maryi oraz patronów katedry, św. Apostołów Piotra i Pawła. Poniżej widnieją wizerunki Nicolausa Hermanni i św. Brygidy.

### Wieża

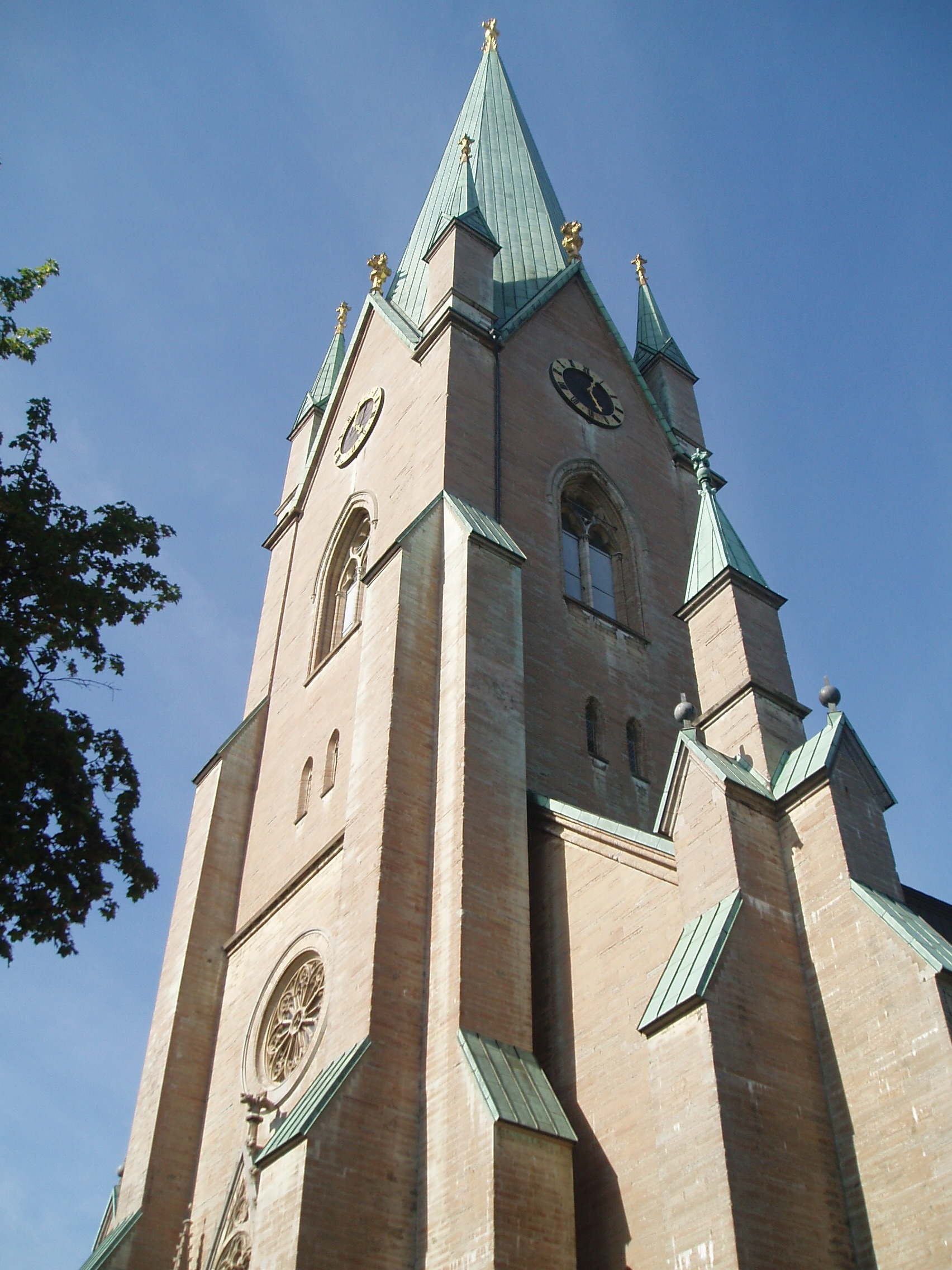
Wieża

Wieża zachodnia, trzecia pod względem wysokości w Szwecji, mierzy 107 m, jest zbudowana na planie kwadratu i zakończona szpiczastym, ostrosłupowym hełmem, wokół którego rozmieszczone są cztery narożne pinakle; hełm zwieńczony jest złotym krzyżem.
W wieży mieści się zakrystia i poczekalnia i tzw. sala rozmów. Jest to efekt jej restauracji z lat 1984–1986. W okna niektórych z tych pomieszczeń wstawiono witraże autorstwa Pära Anderssona. W przyziemiu wieży mieści się też przykościelny vapenhus, tj. miejsce gdzie niegdyś uzbrojeni mężczyźni musieli złożyć broń przed wejściem do kościoła. Wyposażenie tej zbrojowni pochodzi zasadniczo z lat 80. XIX w. Umieszczono w niej wówczas duże tablice pamiątkowe z czerwonego wapienia.

#### Dzwony

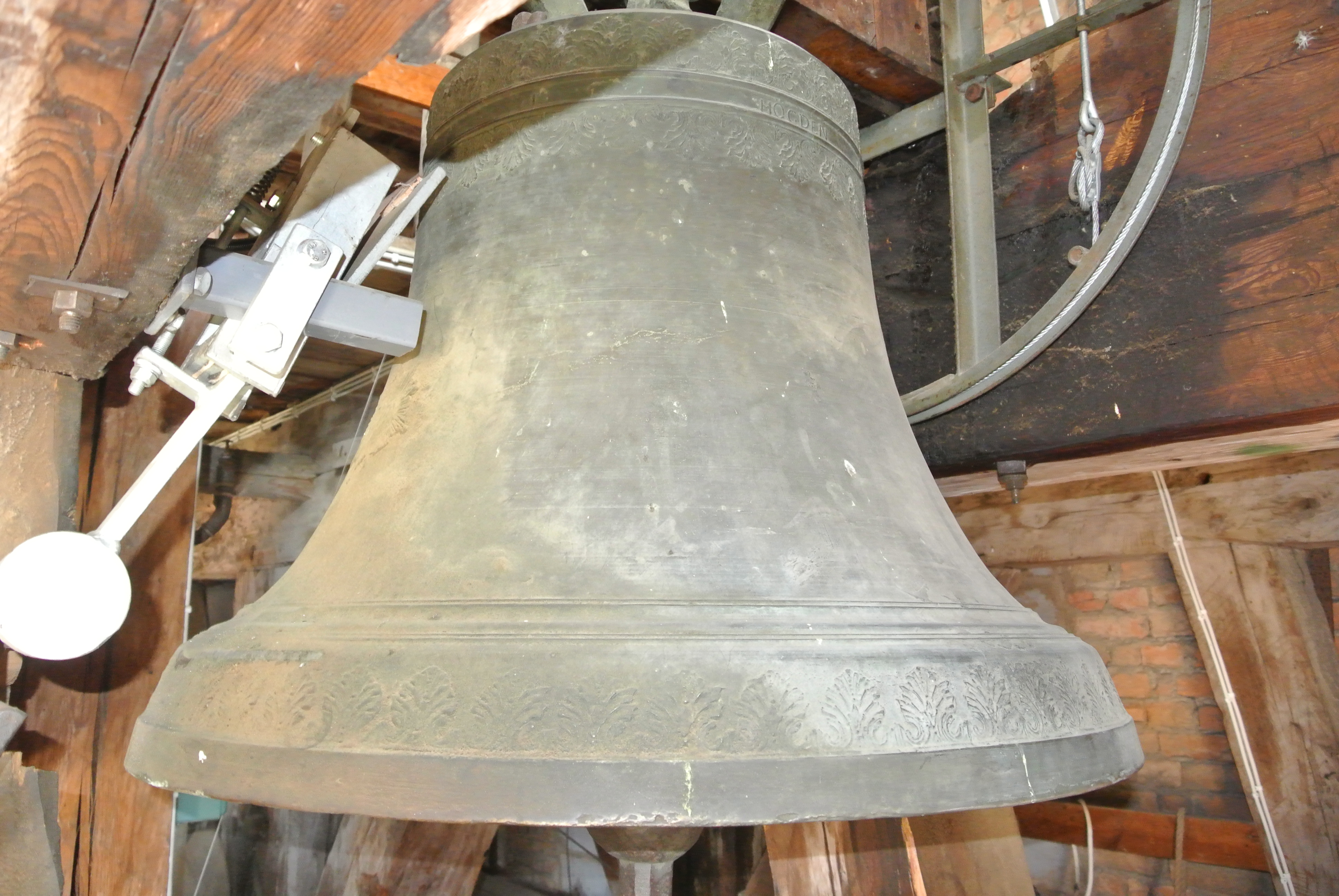
Prästklockan

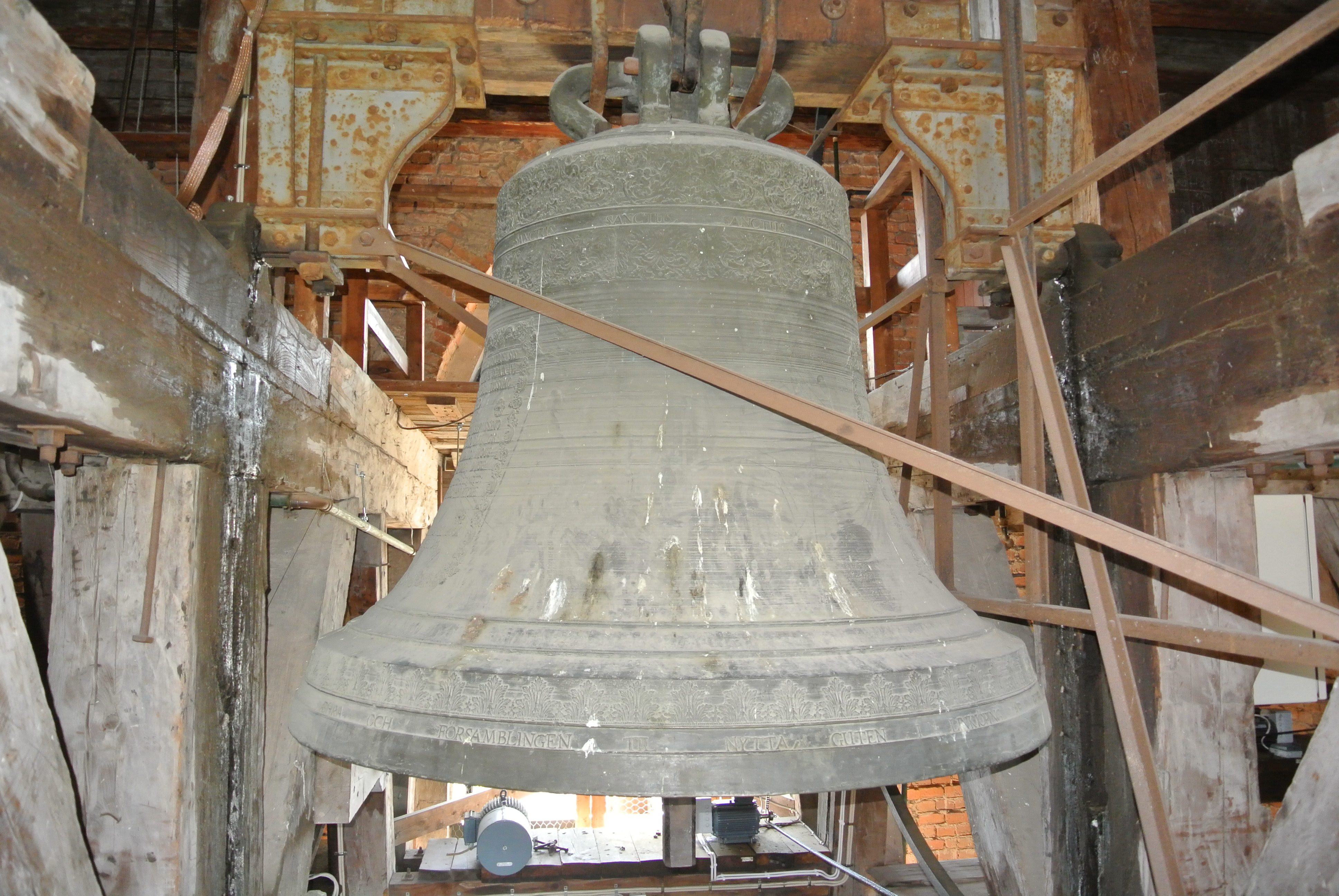
Storklockan

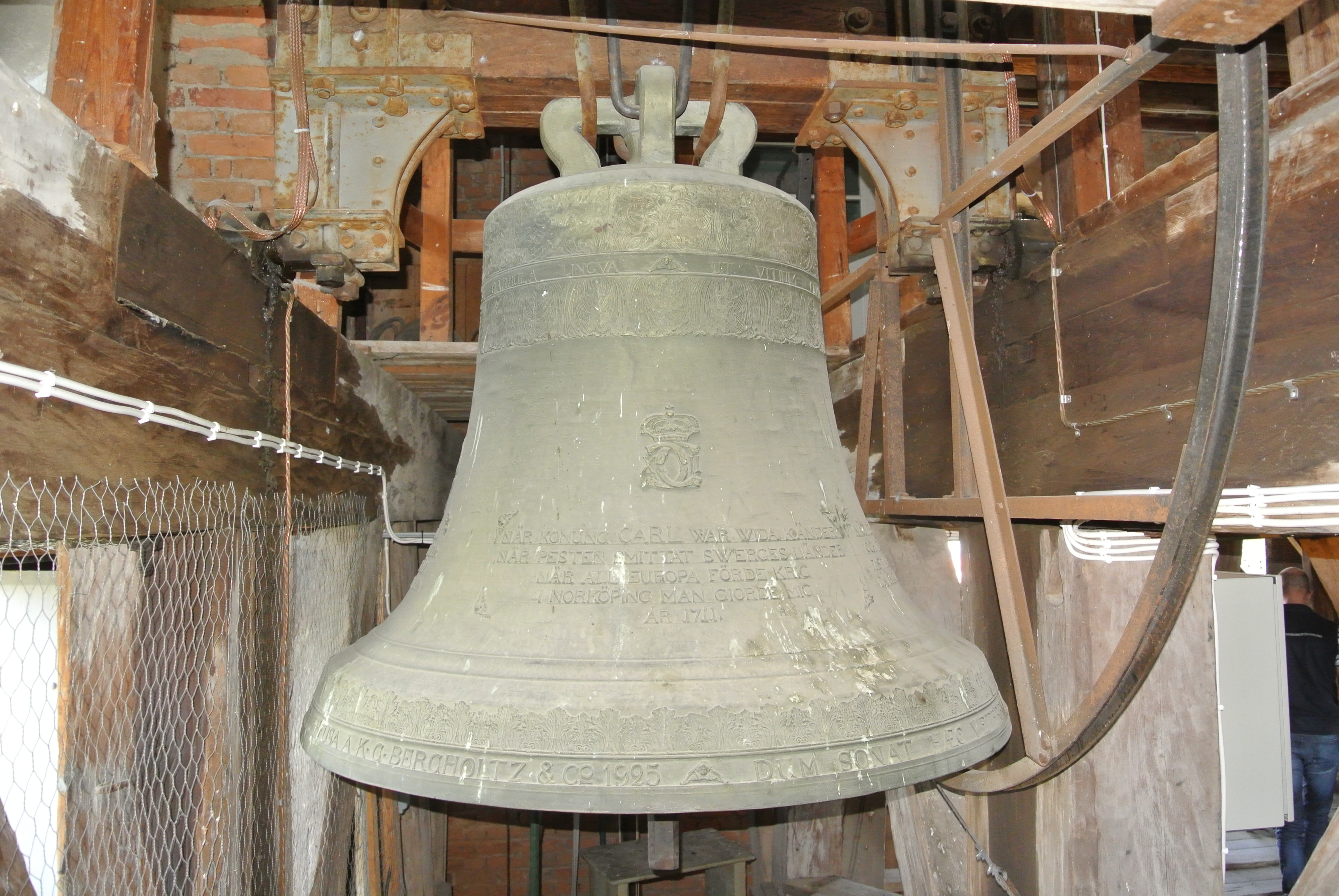
S:t Larsklockan

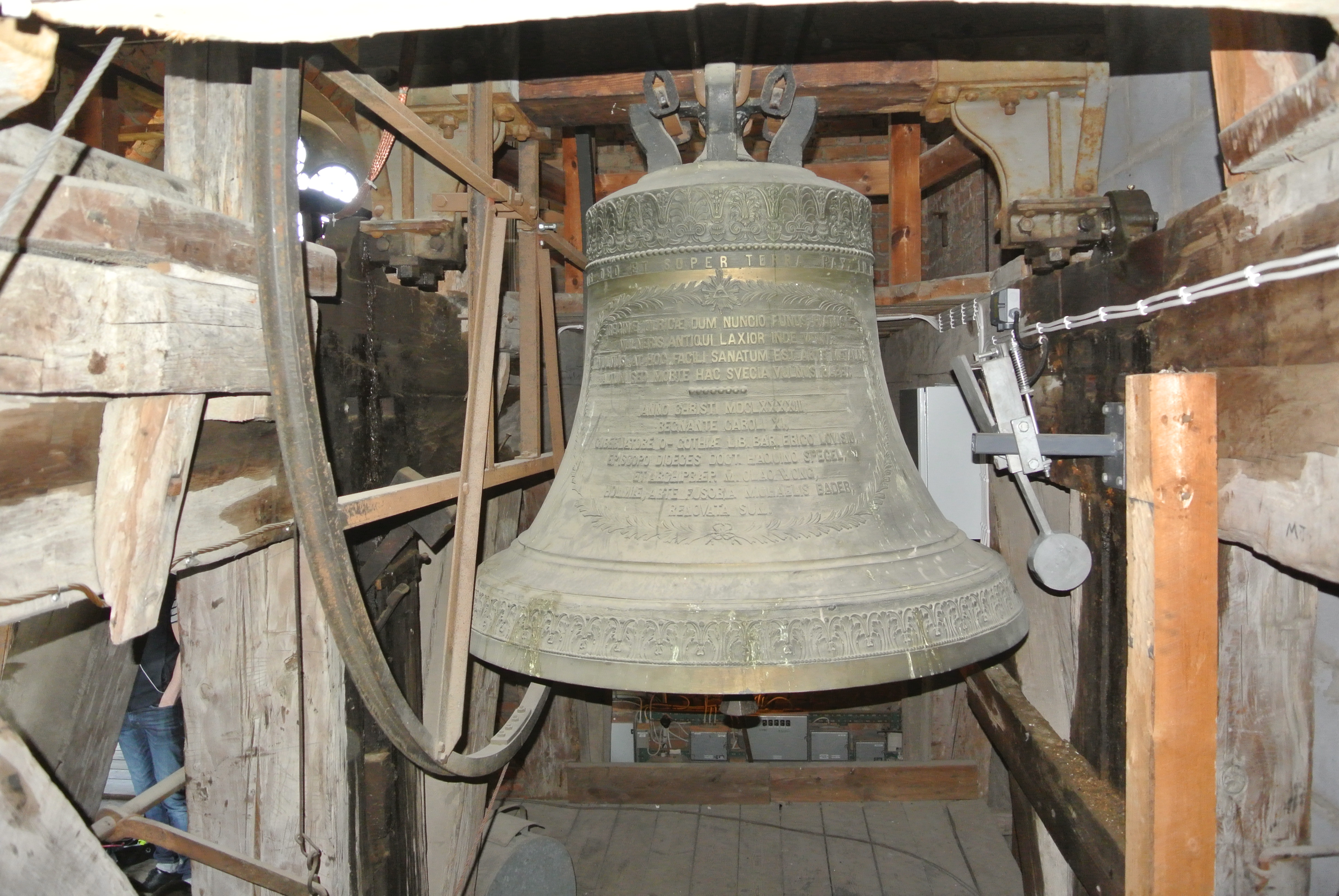
Böneklockan

Na wieży katedralnej zawieszone są cztery dzwony.

##### Prästklockan
Prästklockan (pol. Dzwon księżowski) – najstarszy i zarazem najmniejszy z czterech dzwonów katedralnych, odlany w 1382 roku, przeznaczony był od początku do wzywania księży zamieszkałych w pobliżu katedry do sprawowania głównego niedzielnego nabożeństwa. I ten dzwon został odlany ponownie w 1778 roku przez Johana Åhmana. Informuje o tym, umieszczona na nim, stosowna inskrypcja; informuje ona też o dokładnej wadze dzwonu, wyrażonej w starych jednostkach wagowych: 3 skeppund, 2 lispund och 7 marker (tzn. 3 × 170 kg + 2 × 8,5 kg + 7 × 0,34 kg = ok. 530 kg).

##### Storklockan
Storklockan (Duży Dzwon) waży około 5200 kg i jest największym dzwonem katedry. Jego odlanie było możliwe dzięki licznym donacjom (biskup Jonas Kylander, dziekan katedry, Magnus Haraldi, organista Anders Månsson, liczni przedstawiciele szlachty jak Gabriel Oxenstierna ze Sturefors czy Sven Ribbing z Grensholm). Niezwykłe są dzieje dzwonu. Pierwszy jego odlew, z 1667 okazał się nieudany i musiano go odlać ponownie w warsztacie ludwisarskim Petera Eliessona w Linköping. W 1759 roku dzwon spadł, roztrzaskał się i musiał być odlany na nowo; dokonał tego w 1764 roku ludwisarz Elias Fries Thoresson. W Wielkanoc 7 kwietnia 1844 roku podczas podzwonnego po śmierci króla Karola XIV dzwon spadł po raz drugi ale tym razem obyło się bez uszkodzeń. Wkrótce zawieszono go, mocując solidnie, żeby nie spotkały go w przyszłości podobne przygody. Na wieńcu dzwonu widnieje łacińska inskrypcja: „Sanctus, Sanctus, Sanctus, Dominus Deus Sabaoth. Pleni sunt caeli et terra gloria tua.” („Święty, Święty, Święty Pan, Bóg Zastępów. Pełne są niebiosa i ziemia chwały twojej”).

##### S:t Larsklockan
S:t Larsklockan (Dzwon św. Larsa) – drugi pod względem wielkości dzwon, ważący około 2000 kg, odlany w Linköping w roku 1624, został podarowany na początku XVII wieku przez parafię kościoła św. Larsa (stąd jego nazwa) w zamian za udostępnienie dla niej przez parafie katedralną pomieszczeń magazynowych na przyległym do katedry cmentarzu. W 1711 roku dzwon odlano ponownie w Norrköping.
Do dziś, w dowód wdzięczności, dzwon dzwoni specjalnie dwa razy dziennie. Na powierzchni dzwonu znajduje się monogram króla Karola XII oraz klucze św. Piotra.

##### Böneklockan
Böneklockan (Dzwon modlitewny) został odlany w 1693 roku w Sztokholmie przez ludwisarza Michaela Badera. W 1794 roku odlano go ponownie w Linköping a potem raz jeszcze w 1914 roku w Sztokholmie.
System dzwonienia:
- dzwonienie poranne: Storklockan
- dzwonienie wieczorne: Storklockan
- msze, chrzciny: Storklockan, S:t Larsklockan, Böneklockan
- helgsmålsringning (sobotnie, wieczorne bicie w dzwony) godz. 18:00: Storklockan, S:t Larsklockan
- modlitwa w południe 12:00: Storklockan, S:t Larsklockan
- koncerty, inne nabożeństwa: Storklockan, S:t Larsklockan
- suma (dzwony biją między 10:50-11:00): Storklockan, S:t Larsklockan, Böneklockan
- nieszpory o 17:30: S:t Larsklockan, Böneklockan
- śluby: Storklockan, S:t Larsklockan
- niedzielne dziękczynienie, połączone z sumą i z modlitwą za dusze zmarłych w danym tygodniu członków parafii należących Kościoła Szwecji: Storklockan
- dzwonienie za dusze zmarłych w czwartki o 18:00: Storklockan, S:t Larsklockan (odbywa się ono za dusze zmarłych w danym tygodniu członków parafii należących Kościoła Szwecji)
- nabożeństwa pogrzebowe: Storklockan, S:t Larsklockan
- nabożeństwa o charakterze konsekracyjnym, główne święta, Nowy Rok: wszystkie cztery dzwony

Każde pół godziny wskazywane przez zegar na wieży jest połączone z uderzeniem w dzwon S:t Larsklockan, natomiast każdy kwadrans wybija Böneklockan.
Dzwonienie odbywało się kiedyś ręcznie. Zajmowało się tym siedmiu dzwonników. Później, w związku z założeniem instalacji elektrycznej, wprowadzono elektryczny system dzwonienia a od 2003 wprowadzono cyfrowy, zintegrowany system sterowania dzwonieniem, światłem i dźwiękiem.

### Ślepe arkady

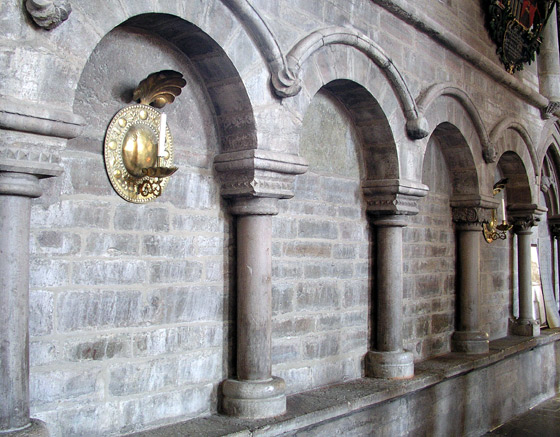
Arkady romańskie

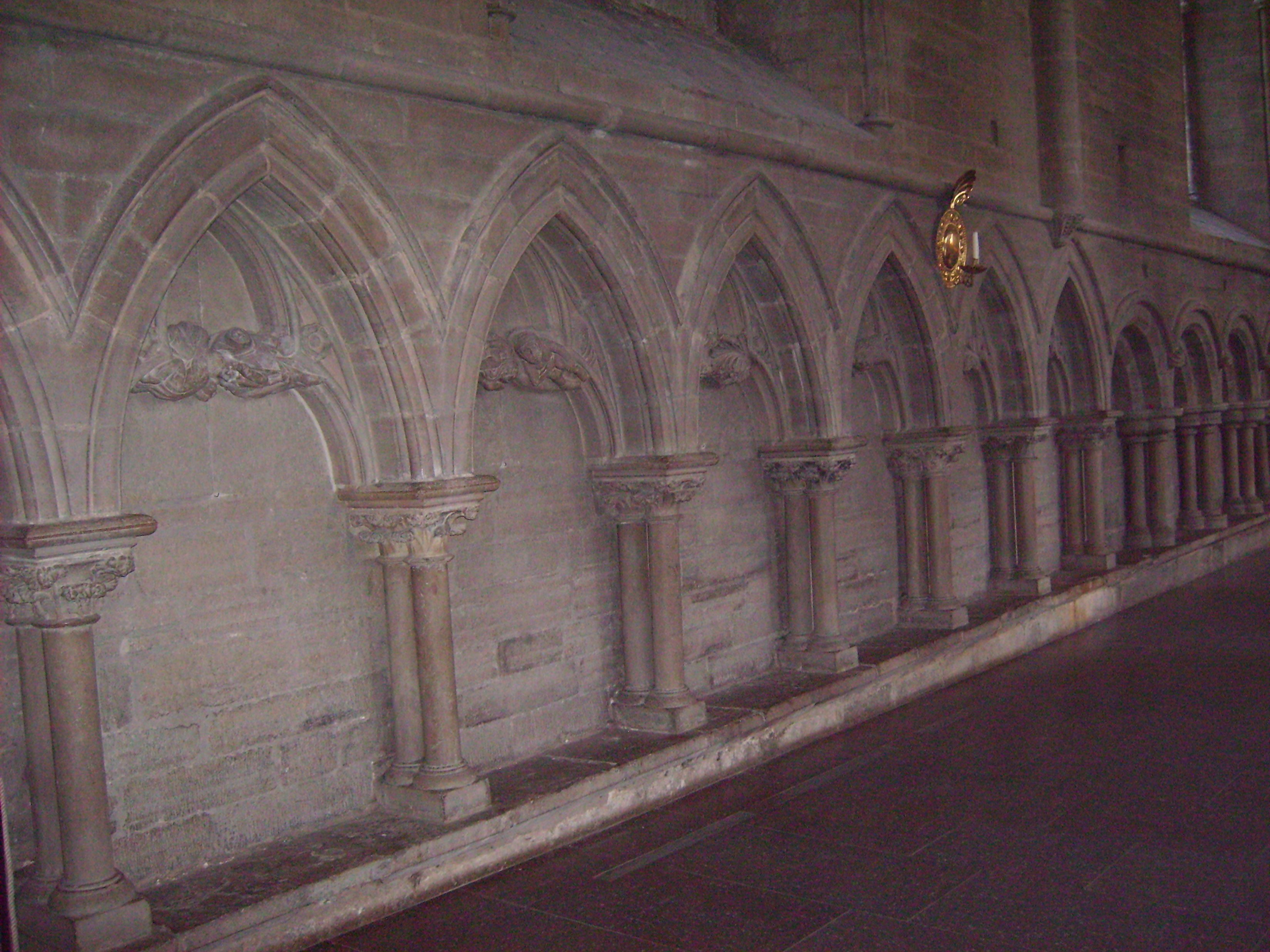
Arkady gotyckie

Charakterystyczny element architektoniczny wnętrza katedry stanowią zachowane na ścianach naw bocznych ślepe arkady, pochodzące z różnych etapów budowy katedry. Wcześniejsze, romańskie arkady znajdują się bliżej części wschodniej katedry, odznaczają się surowym wyglądem i są pozbawione ozdób. Uwagę przyciągają arkady późnogotyckie z XIV wieku, ozdobione płaskorzeźbami przedstawiającymi postacie ludzi i zwierząt oraz motywy roślinne. Rzeźby w arkadach stanowią najbardziej udekorowany fragment katedry. Odznaczają się one wysoką jakością wykonania i nawiązują do angielskiej rzeźby figuralnej z Westminster Abbey i katedry w Lincoln. Motyw dekoracyjny arkad to często dwie figury, mężczyzny i kobiety, wyciągnięte ku sobie. Wielu z nich towarzyszą zwierzęta lub inne figury o znaczeniu symbolicznym, umieszczone ponad nimi, w pachwinach łuku arkady. Program ideowo-teologiczny postaci ludzkich i zwierzęcych jest dzisiaj trudny do wytłumaczenia, ale zazwyczaj w zachodnich partiach średniowiecznych kościołów przedstawiana była walka dobra ze złem.
Jedna z takich par ludzkich na ścianie południowej przedstawia kobietę mającą na głowie welon i koronę oraz mężczyznę z brodą i starannie przystrzyżonymi włosami. Jest to zdaniem historyka sztuki Jana Svanberga para książęca: księżna Ingeborg Håkansdotter i jej mąż, książę Estonii Knut Porse (zm. 1330). W pachwinie łuku po stronie kobiety odnaleźć można gronostaja, symbolizującego być może jej pochodzenie, po stronie mężczyzny natomiast widnieje zając, który przypuszczalnie symbolizuje nierząd lub duszę schwytaną przez diabła. W innej arkadzie widnieje również elegancka para: kobieta w welonie i koloratce na szyi oraz mężczyzna ze staranną fryzurą. Umieszczone w pachwinach łuków, szczerzące zęby zwierzęta symbolizują zło, a całość dekoracji stanowić może alegorię jednego z siedmiu grzechów głównych, pychy.
Uwagę zwraca też arkada, w której widnieją dwie siedzące ludzkie postacie, częściowo uszkodzone, z których jedna przedstawia świętego z Biblią w ręku zaś druga to prawdopodobnie kobieta trzymająca chustę w ręku i sprzączkę, którą spina odzież. W pachwinach łuków towarzyszą im odpowiednio mężczyzna wyciągający cierń ze stopy oraz twarz mężczyzny pośród listowia. Może to być interpretowane jako walka z bałwochwalstwem i pogaństwem. Nie jest jednak jasne, dlaczego rzeźby te zostały świadomie uszkodzone. Figury z arkad nawy północnej odznaczają się większym dramatyzmem ujęcia i zarazem większą burleskowością. W jednej z arkad widać figury dwóch zmagających się młodzieńców. W pachwinach łuków dostrzec można pięciopłatkowe róże, oznaczające chrześcijański charakter ich uczynków: walkę ze zwątpieniem i złem. W innej arkadzie widnieje z kolei starzec z długą brodą i niemal naga kobieta, mająca jedynie czepek na głowie i buty na nogach, oboje prawdopodobnie w trakcie załatwiania potrzeb naturalnych. Towarzyszą im: żuraw symbolizujący praworządność i żołnierz oznaczający czujność. Całość można interpretować jako znalezienie się w życiowym upodleniu a zarazem czuwanie Boga nad ludzkim losem. Jeszcze inna arkada przedstawia rycerza w zbroi oraz kobietę z chustą luźno zarzuconą na głowę. Kobiecie towarzyszy podwójny smok, zaś rycerzowi ludzka twarz; być może chodzi tu o alegorię jednego z siedmiu grzechów głównych, pożądania, z kobietą przedstawioną jako kusicielka. Ten cykl figur stanowi najwybitniejszy przykład gotyckiej rzeźby kamiennej w Szwecji, jakkolwiek ich wykonanie i skomplikowany symbolizm pozostają zagadkowe. Z pewnością w proces ich powstawania zaangażowanych było wielu artystów. Cykl ten został ukończony przypuszczalnie około 1320 roku.

## Wyposażenie wnętrza

### Kaplica Mariacka

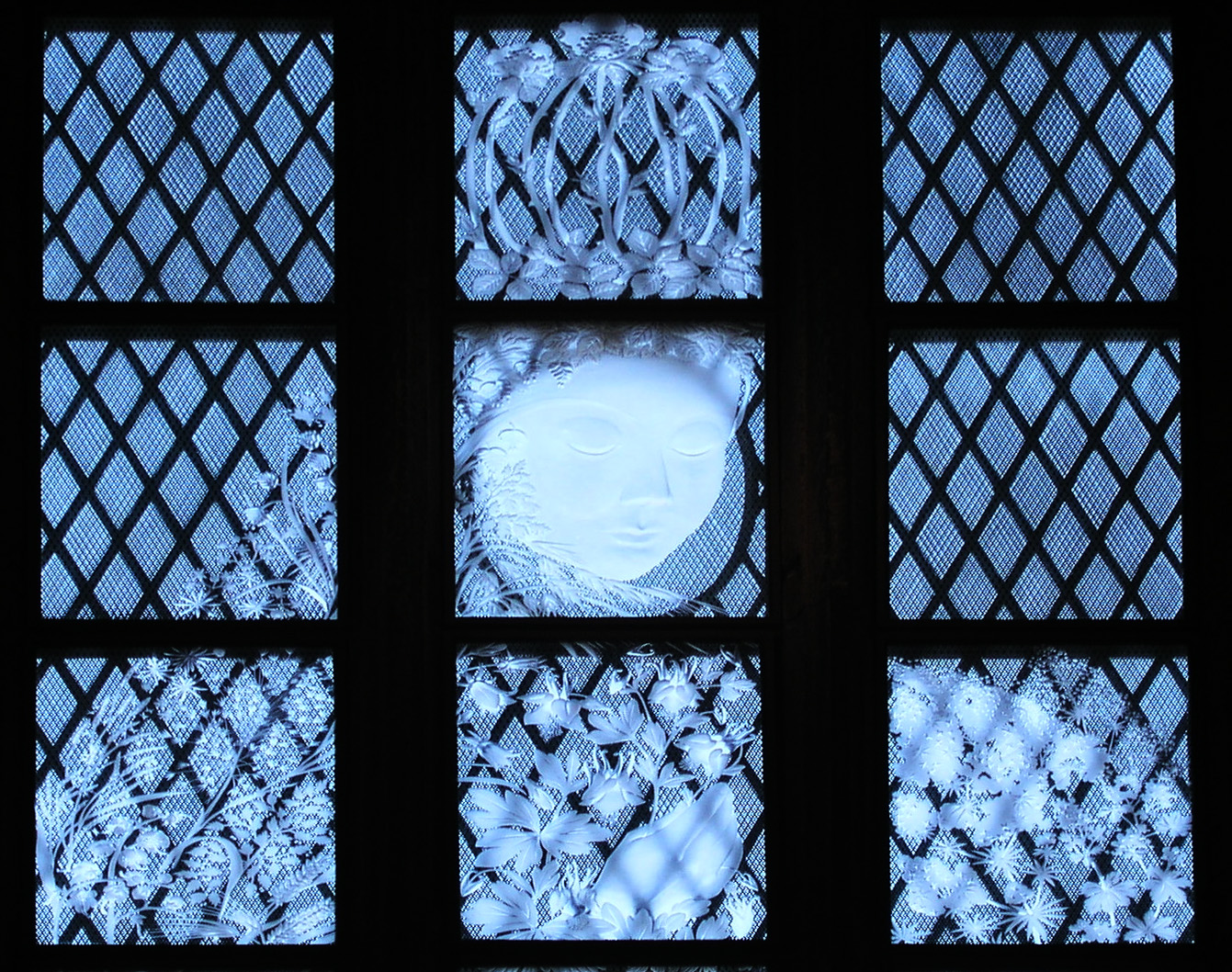
Witraż Maryjny (fragment)

Kaplica Mariacka jest jedna z trzech gotyckich kaplic zbudowanych z końcem średniowiecza w obejściu katedry. Jest ona uważana za najwykwintniejsze dzieło tzw. gotyku płomienistego na terenie Skandynawii. Ma ona związek z kultem Najświętszej Marii Panny; już w XII-wiecznym kościele istniała kaplica wschodnia poświęcona imieniu Maryi. Od tamtego czasu kult Maryjny wzrastał; wyrazem tego są zachowane relikwie Maryi, przechowywane jako cenny skarb. W diecezji Linköping to przywiązanie do kultu Maryjnego wzmogło się za sprawą klasztoru w nieodległej Vadstenie i objawień św. Brygidy. Również ołtarz w kaplicy jest poświęcony Maryi, matce Jezusa. Jest on dziełem szwedzkiego artysty Svena Lundqvista (ur. 1918) i został odlany z brązu techniką cire perdue i pozłocony. Poświęcono go w czwartą niedzielę Adwentu 1987 roku. Program ikonograficzny ołtarza przedstawia sceny z życia Maryi: Zwiastowanie, Nawiedzenie św. Elżbiety (z lewej strony), Boże Narodzenie, Pokłon pasterzy, Objawienie Pańskie (w centrum), oraz Ofiarowanie Pańskie i Odnalezienie Jezusa w Świątyni (z prawej strony).
Również sceny z życia Maryi stanowią program ikonograficzny okna Maryjnego (szw. Mariafönster).  Jego projekt jest dziełem szwedzkiej malarki Lisy Bauer i został zrealizowany w latach 1988–1998 przy współpracy z rytownikiem Larsem Börnessonem przy zastosowaniu techniki grawerowania na szkle. Dzieło przedstawia twarz Maryi pośród kwiatów, a na jej płaszczu – wyobrażenia szwedzkich roślin, przede wszystkim kwiatów, których nazwy, zaczerpnięte ze starej szwedzkiej etymologii ludowej, zawierają słowo „Maryja”.

### Kaplica Nicolausa Hermanni

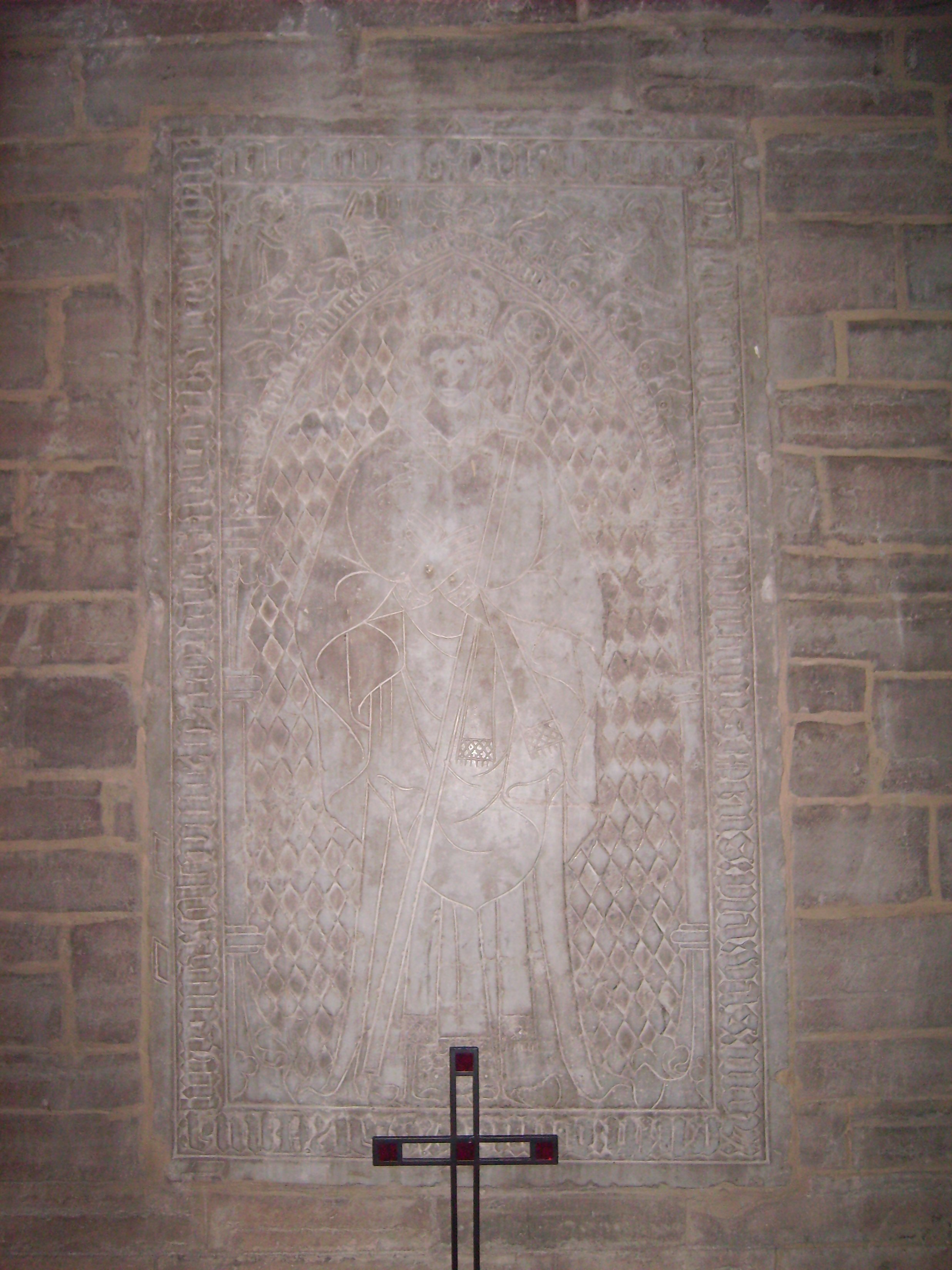
Płyta nagrobna Nicolausa Hermanni

Kaplica północna jest poświęcona Nicolausowi Hermanni, biskupowi Linköping w latach 1374–1391, zwanego zwyczajowo ”ostatnim szwedzkim świętym katolickim”, choć procesu kanonizacyjnego jego osoby nigdy nie ukończono. Nicolaus Hermanni był związany ze św. Brygidą, a w 1374 roku przyjął trumnę z jej szczątkami w drodze z Rzymu do Vadsteny. Zasłynął on też jako autor hymnu do św. Brygidy Rosa rorans bonitatem. Działał aktywnie na rzecz jej kanonizacji. Będąc biskupem mieszkał w dawnym zamku biskupim (obecnie Linköpings Slotts-& Domkyrkomuseum – Muzeum Zamkowe i Katedralne w Linköping). W 1384 roku poświęcił klasztor w Vadstenie. Zmarł w 1394, w roku kanonizacji św. Brygidy. Po ośmiu latach ogłoszony błogosławionym i pochowany w katedrze przez biskupa Braska w kaplicy swego imienia – Nicolauskapellet. Do jego grobu ściągały niegdyś tłumy pielgrzymów. Po reformacji natomiast jego szczątki osunięto aby zerwać z kultem relikwii, którego protestantyzm zakazywał; pozostawiono natomiast samą płytę nagrobną, którą wmurowano na pamiątkę w ścianę katedry. Podobizna Nicolausa Hermanni widnieje poza tym we wspomnianym wyżej tympanonie portalu zachodniego; ponadto na znajdującym się na wieżyczce kaplicy wiatrowskazie umieszczona jest pozłacana róża, symbol biskupa.
Naprzeciwko płyty nagrobnej Nicolausa Hermanni znajduje się okazały sarkofag, w którym spoczywa wojewoda Erik Ulfsparre i jego małżonka Beata Oxenstierna. Oboje oni należeli do hojnych donatorów na rzecz katedry. Obok jest grobowiec Ebby Eriksdotter, matki królowej Małgorzaty Leijonhufvud.
Pierwsza antyfona hymnu do św. Brygidy Nicolausa Hermanni (łac.): 

Rosa rorans bonitatem, stella stillans claritatem, Birgitta vas gratiae. Rora celi pietatem, stila vitae puritatem in vallem miserie

### Kaplica Tomasza Becketa i wszystkich męczenników

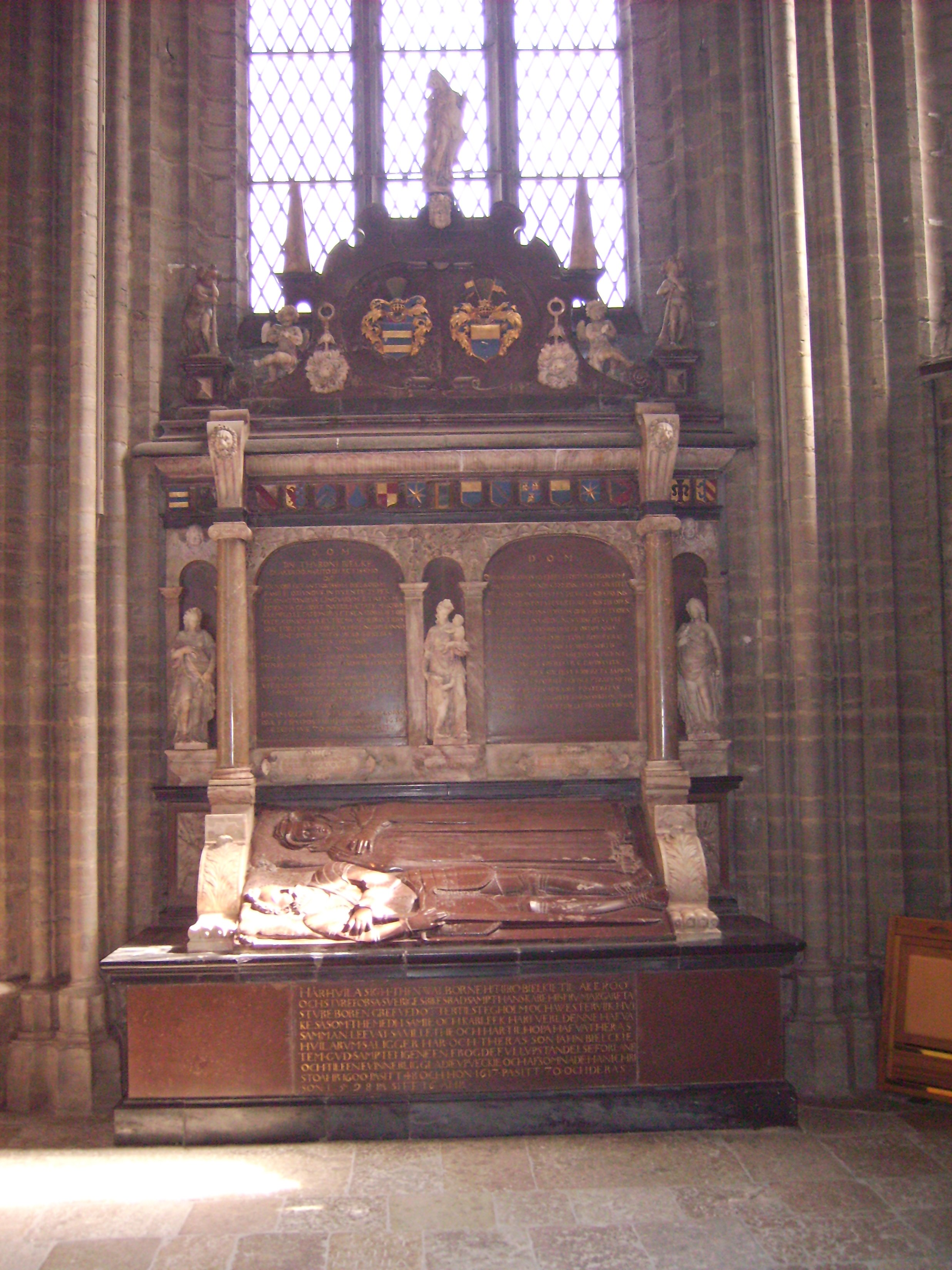
Kamienny nagrobek Ture Bielke i jego żony

Kaplica południowa jest poświęcona św. Tomaszowi Becketowi, arcybiskupowi Canterbury, zamordowanemu w 1170 roku we własnej katedrze przez rycerzy króla Henryka II w wyniku sporu dotyczącego przywilejów duchowieństwa angielskiego. Becket walcząc o integralność kościoła wszedł w konflikt z królem. W trzy lata po śmierci został kanonizowany. Był czczony w całej Europie jako symbol walki ze świeckim despotyzmem.
Kaplica św. Tomasza Becketa w katedrze w Linköping wyraża związek między Kościołem Szwecji a kościołem anglikańskim. Jest oprócz tego poświęcona współczesnym męczennikom za wiarę, wolność i słuszną sprawę: 
- Martinowi Lutherowi Kingowi, amerykańskiemu działaczowi na rzecz swobód obywatelskich,
- Raoulowi Wallenbergowi, szwedzkiemu dyplomacie ratującemu Żydów w czasie drugiej wojny światowej,
- Dagowi Hammarskjöldowi, szwedzkiemu dyplomacie i sekretarzowi generalnemu ONZ, działającemu na rzecz pokoju w niespokojnych latach 50. XX w.,
- biskupowi Oscarowi Romero, obrońcy praw człowieka, również zamordowanemu w swojej katedrze

i wielu innym, bezimiennym.
Pod kaplicą jest krypta grobowa rodu Bielke, zaś na bocznych ścianach kaplicy wiszą herby członków tego rodu. Kamienny nagrobek Ture Nilssona Bielke (stronnika Zygmunta III, straconego 20 marca 1600 roku podczas Linköpings blodbad) i jego żony Margarety Svantesdotter Sture, wykonany ok. 1615, jest dziełem gdańskiego rzeźbiarza Willema van den Blocke’a. W 1619 roku Gabriel Oxenstierna wypłacił W. van den Blockowi 1000 polskich talarów jako drugą ratę za wykonanie nagrobka.

### Chrzcielnica
Jednym z elementów wyposażenia katedry, które dotrwały do naszych czasów jest wykonana z brązu chrzcielnica. Powstała ona przypuszczalnie w Lubece w I poł. XV w. i jest pamiątką z czasów, kiedy wpływy Hanzy sięgały daleko poza Lubekę; podobna chrzcielnica stoi do dziś w lubeckiej katedrze.
Ośmiokątna czasza chrzcielnicy jest pokryta figuralnymi reliefami przedstawiającymi Chrzest Jezusa, koronację Maryi i postacie świętych Apostołów. Obecna kamienna baza chrzcielnicy pochodzi z lat 30. XX w. Pierwotnie były to anioły odlane z brązu.
Chrzcielnica w katedrze w Linköping jest jednym z niewielu średniowiecznych chrzcielnic w Szwecji, które zachowały się do naszych czasów, przetrwały bowiem tylko cztery takie chrzcielnice (wszystkie wykonane z brązu): 
- w Asmundtorps kyrka koło Landskrony,
- w Berghems kyrka koło Kinna,
- w Munktorps kyrka w Västmanland oraz
- w katedrze w Strängnäs.

W katedrze w Västerås znajduje się poza tym kopia średniowiecznej chrzcielnicy, wykonana w latach 50. XX wieku.

### Ołtarz główny

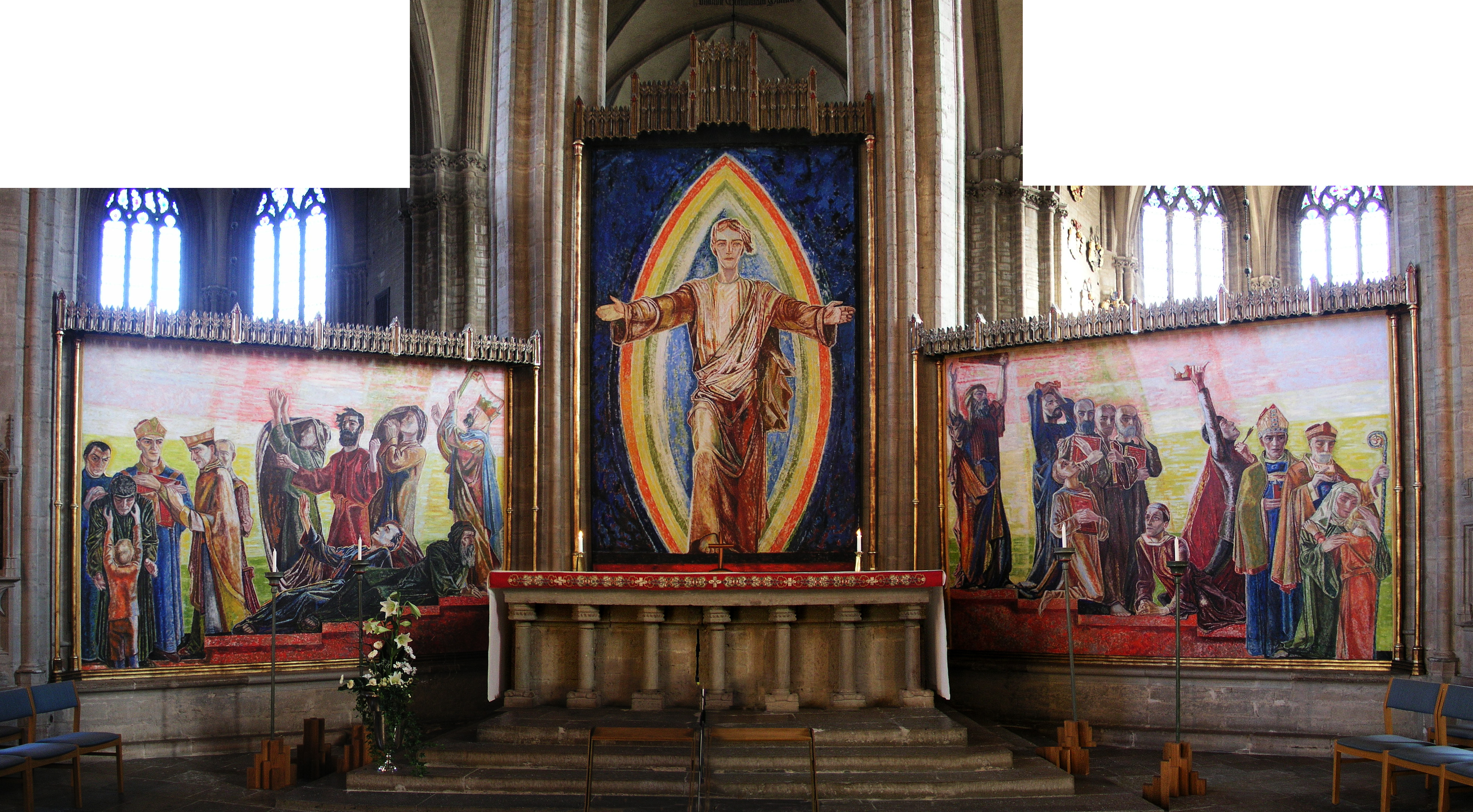
Ołtarz główny

Katedra otrzymała w 2000 roku nowy ołtarz główny, który stoi w tym samym miejscu, gdzie znajdował się niegdyś średniowieczny ołtarz wiernych – pod krucyfiksem na belce tęczowej. Nowy ołtarz został zaprojektowany przez architektkę Kerstin Barup i ulokowany pomiędzy dwoma filarami wiązkowymi. W stole ołtarzowym jest dodany kamień wapienny, jakby w nawiązaniu do pozostałości po średniowiecznych ołtarzach. Na jednym z filarów wisi epitafium biskupa Torstena Rudéna, wykonane z marmuru z Kolmården, na drugim zaś wapienne epitafium biskupa Jacoba Langa. Obraz w ołtarzu, w formie tryptyku, został wykonany przez norweskiego artystę Henrika Sørensena (ukończony 1935). Przedstawia on zmartwychwstałego Chrystusa, żywego i młodego, z wyciągniętymi ramionami, otoczonego nimbem chwały – symbolem walki światła z ciemnością. Postacie po jego obu stronach zostały zaczerpnięte z Biblii i przedstawiają historię kościoła. Na lewym skrzydle widoczny jest śpiewający Dawid z harfą, Jeremiasz przygnieciony grzechami swego ludu, św. Paweł, patron świątyni oraz prorocy: Ezechiel, Amos i Izajasz. Po nich następują: św. Wawrzyniec, ojcowie kościoła św. Ambroży i św. Augustyn a na końcu Marcin Luter i Olaus Petri, przyjmujący małego chłopca ze zgromadzenia wiernych. To skrzydło ukazuje w ten sposób tych proroków i głosicieli, którzy reprezentują wieczną odnowę chrześcijańskiego przesłania. Na prawym skrzydle ukazany jest z kolei Mojżesz z Dekalogiem, św. Piotr, patron świątyni, czterej ewangeliści: św. Łukasz, św. Marek, św. Mateusz i św. Jan. Po nich idą święci: Szczepan, Eryk i Ansgar oraz święci z Östergötland: Nicolaus Hermanni i św. Brygida, trzymająca w ramionach małą dziewczynkę ze zgromadzenia wiernych. Malowidło ołtarzowe, jak i w wielu innych aspektach, nawiązuje do średniowiecznej tradycji przedstawiania osób świętych, ale czyni to już w nowoczesnej formie, mającej swe źródło w wyrazistym ekspresjonizmie, charakteryzującym twórczość Henrika Sørensena i sztukę lat 30. XX wieku. Obraz ołtarzowy to śmiała ingerencja w gotyckie wnętrze katedry.

### Sakramentaria
Po obu stronach głównego ołtarza są dwa sakramentaria, w których przechowywane są naczynia liturgiczne.
Północne sakramentarium ma postać gotyckiej wieży wspartej na profilowanej podstawie. Sakramentarium jest dekorowane rzeźbami proroków i apostołów i zwieńczone pinaklem, dekorowanym w górnej części żabkami i kwiatonem. Drzwiczki tabernakulum, za którymi przechowuje się Najświętszy Sakrament, wykonane są z miedzi.
Południowe sakramentarium ma kształt miejskiej wieży obronnej, zwieńczonej krenelażem, z rzeźbami zbrojnych łuczników. Według tradycji była to podobizna wieży obronnej zamku biskupiego.
Oba sakramentaria zostały wykonane przez anonimowego mistrza-kamieniarza, przybyłego z Kolonii, będącego pod wpływem sztuki niderlandzkiej, w czasie budowy prezbiterium (1480-1490); artysta ten wykonał również kapitele i rzeźby figuralne w obejściu.

### Dawny ołtarz główny

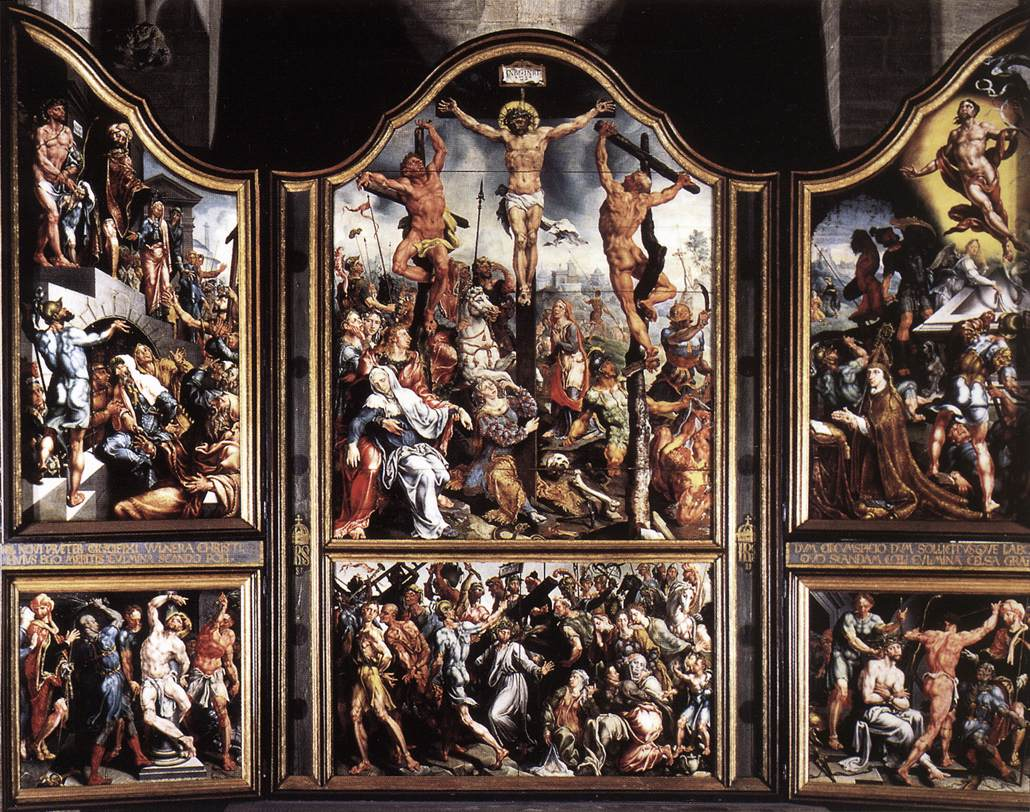
Ołtarz Maartena van Heemskercka

Z prawej strony ołtarza głównego znajduje się jeden z jego dawnych obrazów, namalowany przez Maartena van Heemskercka z ok. 1530. Jest to przykład malarstwa tablicowego. Dzieło to należy do znaczących w historii sztuki europejskiej. Jego twórca, Maarten van Heemskerck był holenderskim artystą pochodzącym z Haarlem. Malował obrazy pod koniec 30. XVI wieku dla kościoła św. Wawrzyńca w Alkmaarze. Był to jednak czas Reformacji i niszczenia obrazów w ramach ikonoklazmu. Obrazy w Alkmaarze uniknęły tego losu dzięki temu, iż zostały zakupione przez szwedzkiego króla Jana III i podarowane katedrze w Linköping. Szwedzcy zwolennicy reformacji bardziej troszczyli się o zachowanie dawnych tradycji kościelnych niż ich niderlandzcy współwyznawcy. Podobne stanowisko reprezentował też król Jan III, który miał duże zasługi jako mecenas restauracji kościołów. Król Gustaw II Adolf zaliczył po latach obraz van Heemskercka do trzech najznakomitszych dziel sztuki w całej Szwecji; dwa pozostałe to krucyfiks triumfalny z Kościoła klasztornego w Vadstenie i Święty Jerzy ze smokiem – rzeźba Bernta Notkego z katedry sztokholmskiej. Twórczość Maartena van Heemskercka, który był uczniem Michała Anioła i Rafaela, wykazuje duży wpływ sztuki włoskiej, chwilami graniczący z naśladownictwem i należy do okresu przejściowego, zwanego manieryzmem. Artysta łączył świadomie subtelność z groteską w przesadnym dramatyzmie. Cechą charakterystyczną jego stylu było ukazanie nagiego, ludzkiego ciała (co nie zdarzało się nigdy w sztuce średniowiecznej) z wszelkimi szczegółami anatomicznymi. Motywem przewodnim obrazu w katedrze są dzieje Jezusa od Narodzenia (począwszy od tyłu lewego skrzydła) do Zmartwychwstania (przednia część prawego skrzydła). Dominująca jest jednak scena Ukrzyżowania. Gesty postaci na malowidle wskazują, iż twórca inspirował się sztuką starożytnego Rzymu, np. rzeźbą Grupa Laokoona, natomiast formalne przedstawienie drogi Jezusa na Golgotę wskazuje na relief przedstawiający pochód z trofeami zdobytymi w Jerozolimie z łuku triumfalnego Tytusa w Rzymie.

### Krucyfiks

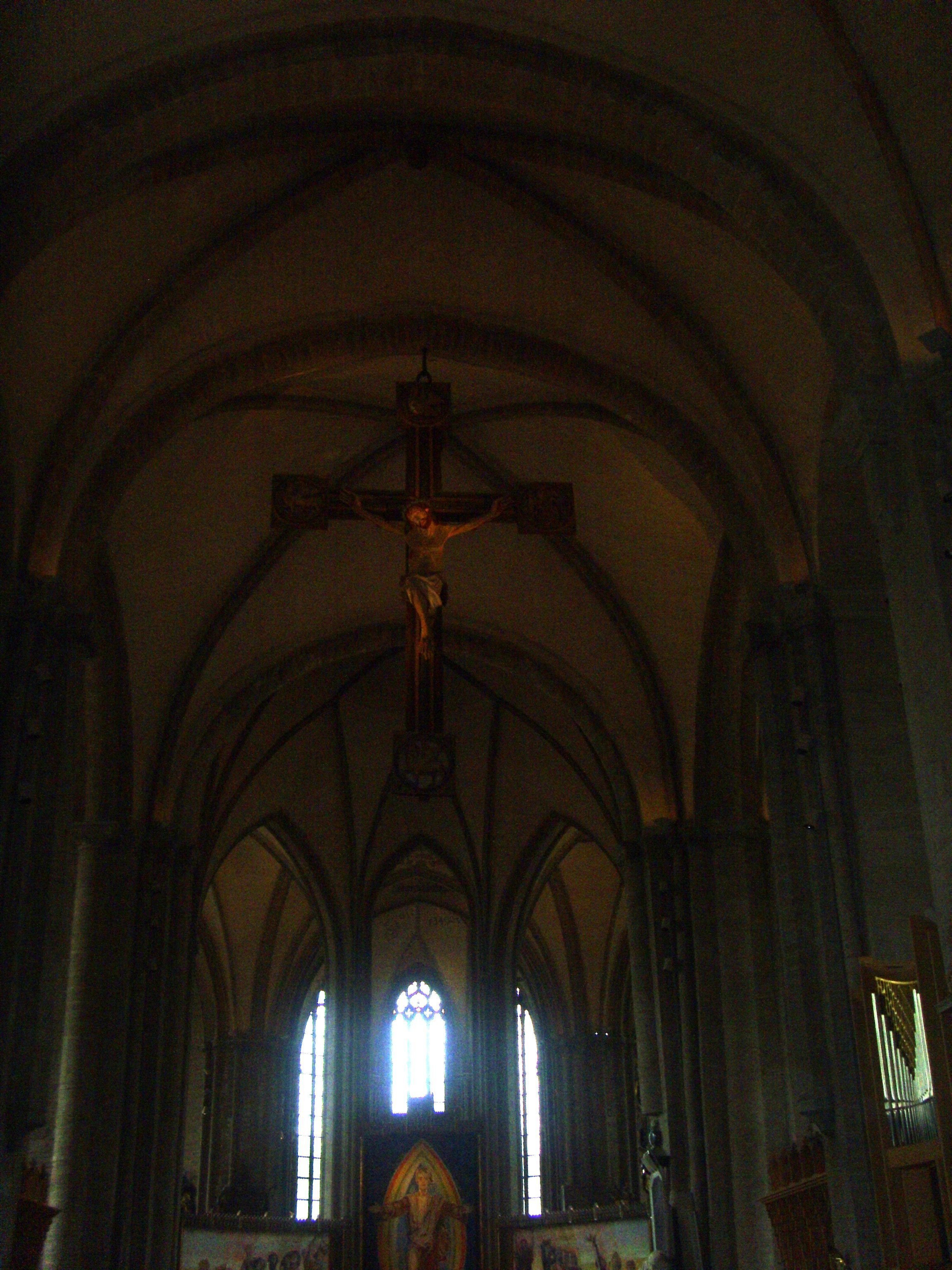
Krucyfiks w łuku tęczowym

Nieodłącznym elementem wystroju wnętrza jest w katedrze, podobnie jak w wielu innych kościołach, łuk tęczowy z zawieszonym pod nim dużym krucyfiksem. Na krucyfiksie znajduje się figura ukrzyżowanego Chrystusa, (2,35 m wysokości), przedstawionego jako zwycięzca i triumfator. Na ramionach krucyfiksu znajdują się symbole czterech ewangelistów. Krucyfiks, mający 4,3 m wysokości, został wykonany w I połowie XIV wieku przez nieznanego snycerza w warsztacie w Östergötland na podstawie wzorów francuskich lub pod nadzorem jakiegoś mistrza z Francji i zawieszony w katedrze w czasie, kiedy w całej Europie (w tym i w Skandynawii) szalała zaraza zbierając wszędzie śmiertelne żniwo. Krzyż reprezentuje ekspresyjny realizm, który odnaleźć można również w innych krzyżach regionu Östergötland. Ukazany jest tu umęczony, cierpiący Chrystus zaś w narożnikach krzyża znajdują się symbole czterech ewangelistów. Chrystus na krzyżu miał przypominać o tym, iż Bóg nie opuszcza człowieka lecz przeciwnie, poprzez Syna jest zawsze razem z nim. Krucyfiks wywarł silne wrażenie na św. Brygidzie, gdy mieszkała ona w pobliskiej Ulvåsa i często odwiedzała swój kościół parafialny. W jej objawieniach często pojawiały się sceny ukrzyżowania Chrystusa i jego śmierć na krzyżu, bardzo przypominające swoimi charakterystycznymi cechami krucyfiks z Linköping. Te objawienia stały się inspiracją dla rzeźbiarza Carla Millesa który ozdobił studnię znajdującą się na Stora torget w Linköping płaskorzeźbami przedstawiającymi św. Brygidę modlącą się pod krzyżem.

### Ambona

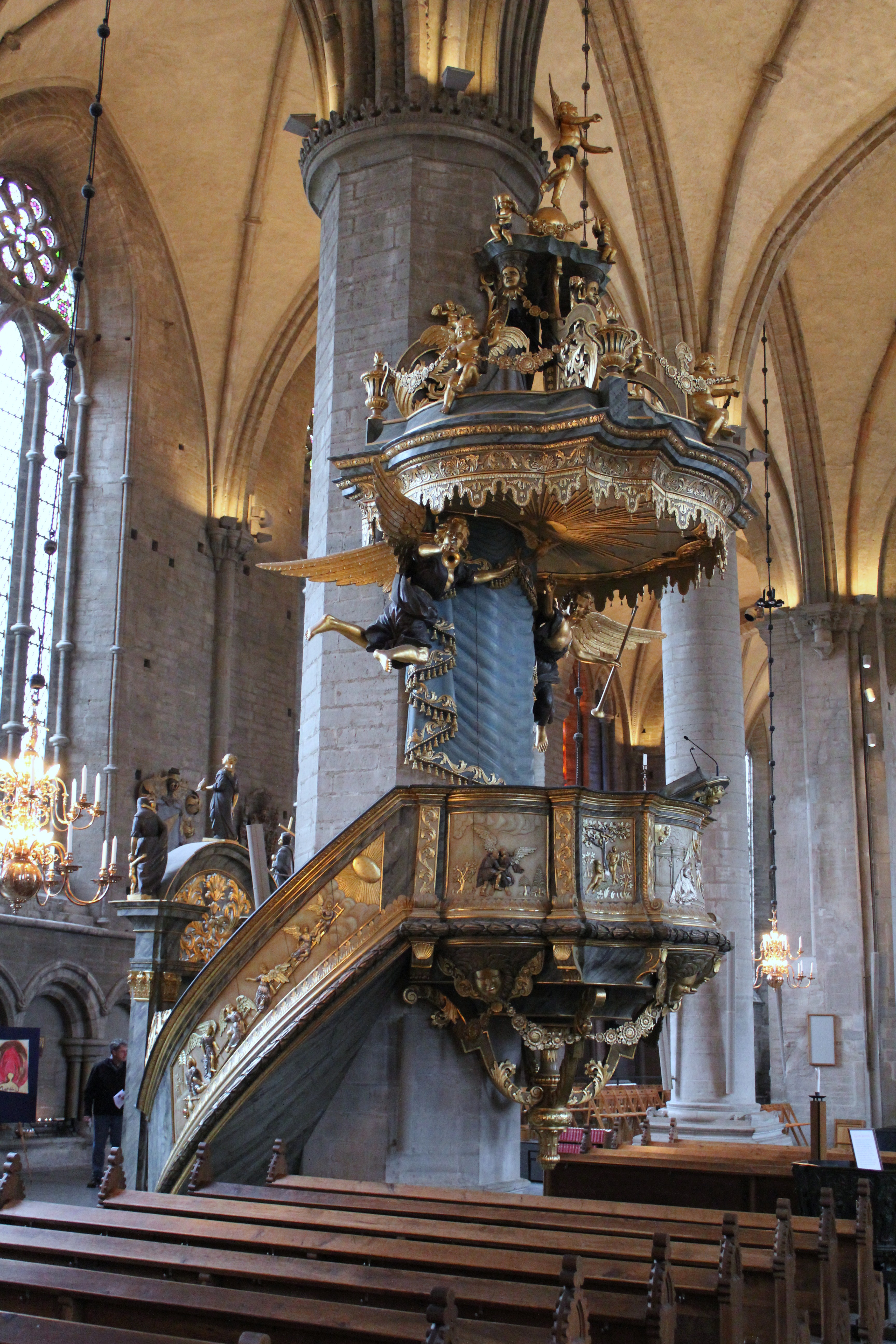
Ambona

Katedralna ambona została zbudowana w 1745 roku przez rzeźbiarza i snycerza z Norrköping, Niclasa Österboma. Österbom, który wcześniej kształcił się w Sztokholmie pod okiem Chrystiana Prechta, wykorzystał nabyte doświadczenie przy dekorowaniu ambony. Wyrzeźbił on obrazy w twardym drewnie a następnie zamontował je na postumencie z drewna sosnowego. Obiegające całą ambonę płaskorzeźby przedstawiają tematy biblijne, np. opowiadanie o śnie jednego z biblijnych patriarchów, Jakuba, na pustyni, o otwierającym się niebie i drabinie, po której wstępują i zstępują aniołowie. Inne obrazy opowiadają o walce Jakuba z Bogiem, o dziejach Adama i Ewy, zwiastowaniu, nawiedzeniu św. Elżbiety, pokłonie Trzech Króli, czy wizycie aniołów u Abrahama i Sary, przepowiadających narodziny ich syna Izaaka. Wątek narracyjny jest zdominowany przez kobiety: Ewę – matkę wszystkich ludzi, Maryję – matkę Jezusa i Sarę, starotestamentowy „wzorzec” Maryi, pramatkę narodu wybranego przez Boga. Ambona pierwotnie była pomalowana na biało, ponieważ parafii nie stać było na kosztowną dekorację. Dopiero w 1931 dokonano pozłocenia płaskorzeźb, kiedy poddano ją restauracji. Wówczas ambona otrzymała dzisiejszy wygląd.  Późnobarokowy, pompatyczny styl ambony i jej bogaty program artystyczny nie jest przypadkiem, jako że kazanie i nauczanie wygłaszane z niej stanowi ważki element nabożeństwa. Kazanie poza tym, jako sztuka elokwencji na gruncie klasycznym, było stawiane bardzo szczególnie wysoko w mieście diecezjalnym jak Linköping, szczycącym się swym słynnym gimnazjum.
Ambona jest nadal używana niemal w każdą niedzielę.

### Drzewo Życia

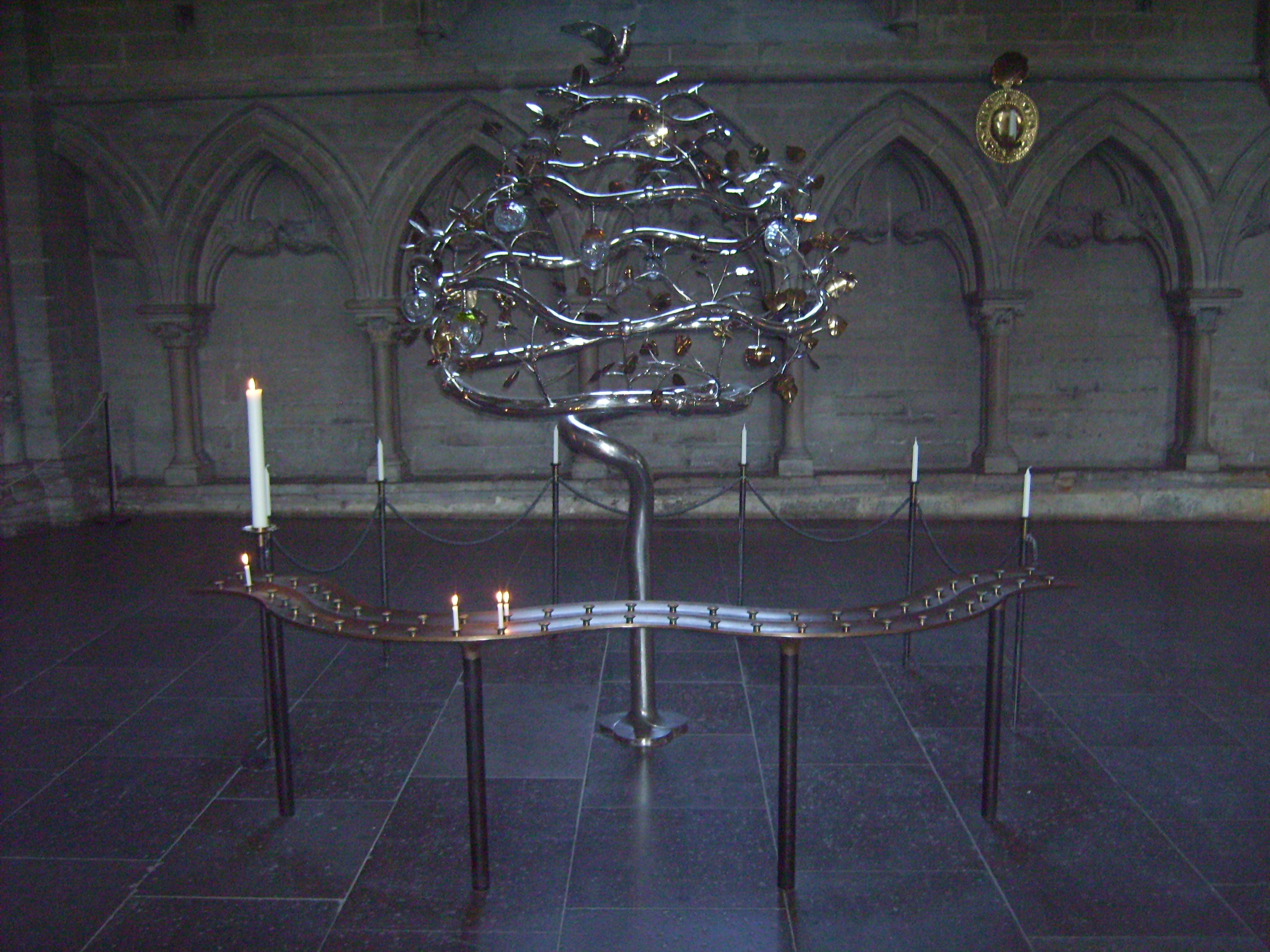
Drzewo życia

Świecznik w formie Drzewa Życia jest częstym elementem wyposażenia szwedzkich świątyń. Nie mogło go zabraknąć i w katedrze w Linköping. Znajdujące się w niej Drzewo Życia zostało wykonane z pozłacanego srebra, złota i szkła i umieszczone na podstawie z brązu. Drzewo Życia stoi bezpośrednio na kamiennej posadzce świątyni w lewej nawie w części zachodniej. Ma ono 153 pozłacane liście, jako że według pradawnych wyobrażeń ziemię zamieszkiwały 153 narody. Drzewo zwieńczone jest gołębicą wyobrażającą Ducha Świętego. Na drzewie umieszczono również 9 owoców Ducha Świętego:
- Miłość – wykonany ze srebra, pozłacany owoc granatu nawiązuje do biblijnej Pieśni nad pieśniami i oznacza ziemską i niebiańską miłość.
- Radość – wykonana ze srebra, pozłacana kiść winogron przypomina o radości weselnej w Kanie Galilejskiej oraz o wszelkim szczęściu ziemskim i niebiańskim.

Pozostałe owoce wykonane są z barwionego szkła:
- Pokój – owoc, z wierzchu błękitny, z gwiazdkami, obrazuje w swej prostocie pokój, który człowiek, otoczony przez wszechobecność boską, odczuwa pod wiecznymi gwiazdami.
- Skromność – owoc z falami w środku, odwołujący się do pokory Chrystusa obmywającego nogi swym uczniom.
- Wierność – owoc okrągły, zmętniony w górnej części, dalej przezroczysty, odwołujący się do ukrzyżowanego Jezusa i Maryi stojącej pod krzyżem.
- Uprzejmość – podłużny owoc, z wierzchu żółty, z dodatkiem barwy pomarańczowej, pozostała część przezroczysta.
- Dobroć – owoc podobny do poprzedniego, intensywnie niebieski od góry; jego kolor przywodzi na myśl błękitny płaszcz Maryi, matki miłosierdzia.
- Opanowanie – owoc przezroczysty, ze skręconego szkła, z wierzchu czerwony, z dodatkiem fioletu. To odzwierciedlenie Chrystusa w purpurowym płaszczu, kiedy stał, spokojny, przed Piłatem. Owoc przypomina też o męczennikach i bohaterach, znanych i nieznanych, którzy więcej myśleli o innych niż o sobie.
- Cierpliwość – owoc zielony, symbolizujący trawę, która wytrzymuje deptanie po niej.

Twórcą Drzewa Życia jest tworzący w srebrze złotnik Carl Gustav Jahnsson, który pod koniec lat 80. XX wieku wygrał konkurs na wykonanie ze srebra drzewka symbolizującego rajskie Drzewo Życia i 9 owoców Ducha Świętego. Artysta zmarł w trakcie realizacji dzieła.
Po jego śmierci projekt dokończył złotnik Jan Ostvald. Architekt Torbjörn Vogt wykonał z brązu pień drzewka oraz podest na świeczki i półkę na książki. Szklane owoce wykonał Wilcke Adolfsson.
Wykonanie dzieła sfinansowano ze środków funduszu Bernharda Risberga w 1997 roku.

### Organy

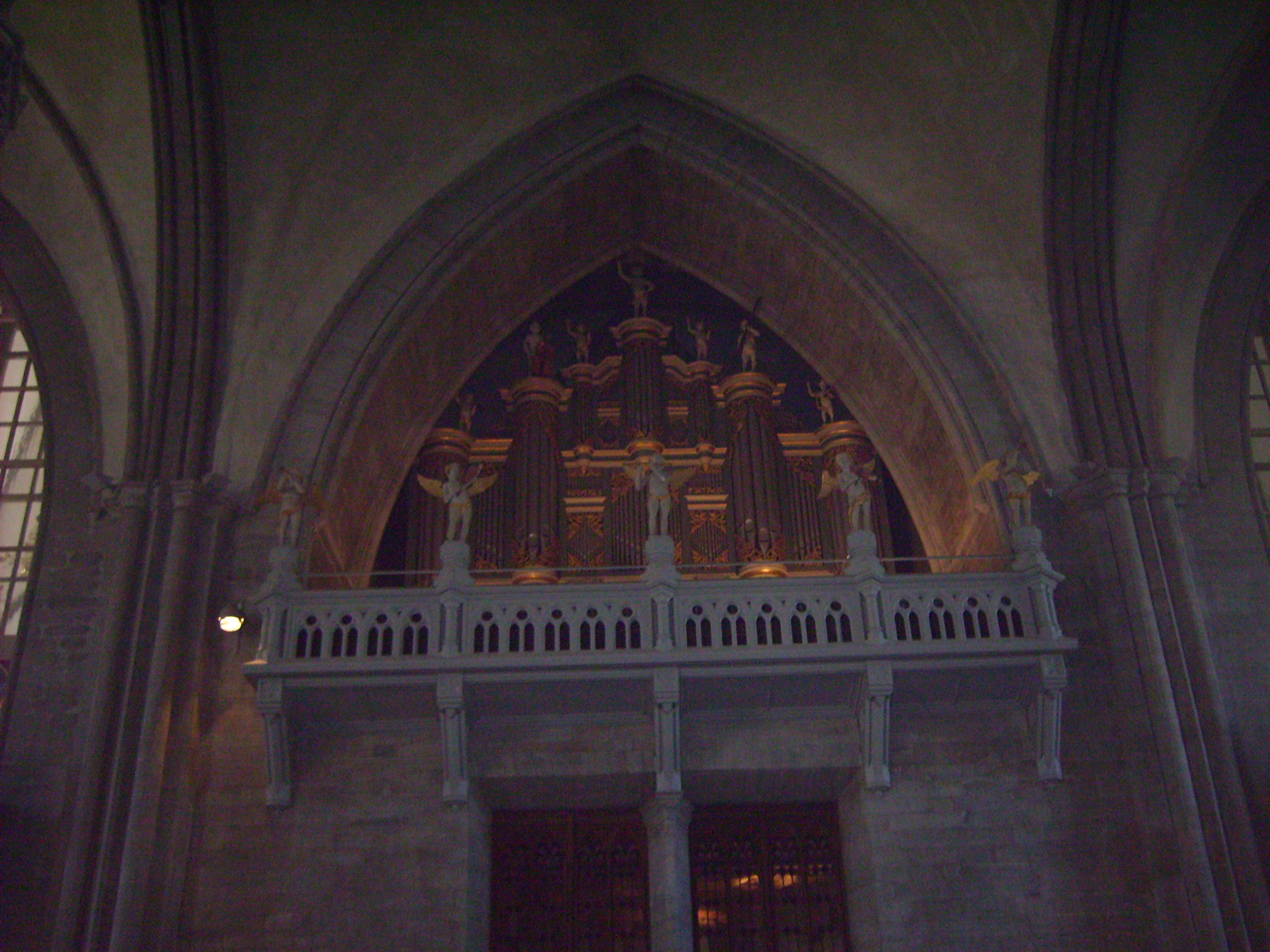
Organy na chórze

Katedra ma obecnie cztery organy. Pierwsze organy zbudowano na polecenie biskupa Braska w 1523 roku. W 1734 roku szwedzki budowniczy organów, Johan Niclas Cahman, zbudował organy. Ich prospekt był dziełem autora ambony, wspomnianego już snycerza Niclasa Österboma; zdobi on dzisiaj organy na chórze muzycznym na ścianie zachodniej, zbudowane w 1929 roku.

#### Organy na chórze
Organy na chórze zostały zbudowane przez G. Setterqvista, A. Österdahla i B. Göranssona w 1929 roku. Organy mają 61 głosów, podzielonych na trzy manuały i pedał. Ilość piszczałek wynosi ok. 3600. Piszczałki w fasadzie są atrapami. Dyspozycję i kontrolę techniczną organów wykonał profesor Otto Olsson. Organy zostały poddane generalnemu przeglądowi i renowacji na jesieni 2007, tym niemniej zachowały swoją pierwotną konstrukcję.
Traktura organów jest mieszana, mechaniczno-pneumatyczna. Organy mają następującą dyspozycję:
| Manual I C-a3 | Manual II C-a3 | Manual III C-a3 | Pedal C-g1 |
| Principal 16' Bourdon 16' Principal 8' Gamba 8' Dolce 8' Flauto doppio 8' Flauto major 8' Flautino 4' Octave 4' Octave 2' Cornett 5 chor Mixtur 4 chor Trompete 16 ‘ Trompete 8’ | Dział A Principal 8' Fugara 8' Harmonieflöte 8′ Oktave 4′ Quinte 22/3′ Flageolett 2’ Terzian 13/5′ Cornett 4 chor Dział B (w szafie z crescendo) Quintadena 16’ Gedackt 8’ Quintadena 8’ Gemshorn 4’ Hohlflöte 8’ Dulcian 16’ Klarinett 8’ Horn 8’ Clairon 4’ | Gedackt 16’ Basetthorn 8′ Violine 8′ Salicional 8’ Aeoline 8’ Vox coelestis 8’ Rohrflöte 8’ Salicet 4’ Flûte Octaviante 4’ Nasard 22/3′ Waldflöte 2’ Harmonica aethera 3 chor Euphon 8’ Oboe 8’ Dział wysokociśnieniowy (specjalna wiatrownica) Stentorfon 8' Prestant 4´ Tuba mirabilis 8' | Principal 16´ Violon 16´ Subbass 16’ Bordonecho 16´ (transmitowany) Quinta 12´ Cello 8´ Bourdon 8´ Oktave 4´ Contraposaune 32´ Posaune 16´ Trumpete 8´ Trumpete 4´ Trumpete 8´ |

- Połączenia klawiatur: P/I, P/II, P/III, II/I, III/I, III/II, 4´I/I, 16´II/I, 16´III/III
- Włączniki rejestrowe I, Włączniki rejestrowe II

Kolektywa: Piano, Mezzoforte, Forte, Tutti

4 dowolne kombinacje (do zainstalowania mechanicznego)

Dźwignia Barkera: I, II
Traktura mechaniczna/pneumatyczna, traktura rejestrowa rurowo-pneumatyczna. Wiatrownice Roosevelta.

Dyspozycja organów została zachowana, praktycznie rzecz biorąc, w oryginalnej formie. Jedynie wcześniejszy głos Gamba 16´ (Man II) zamieniony został na Terzian 1 3/5´.

#### Organy w prezbiterium

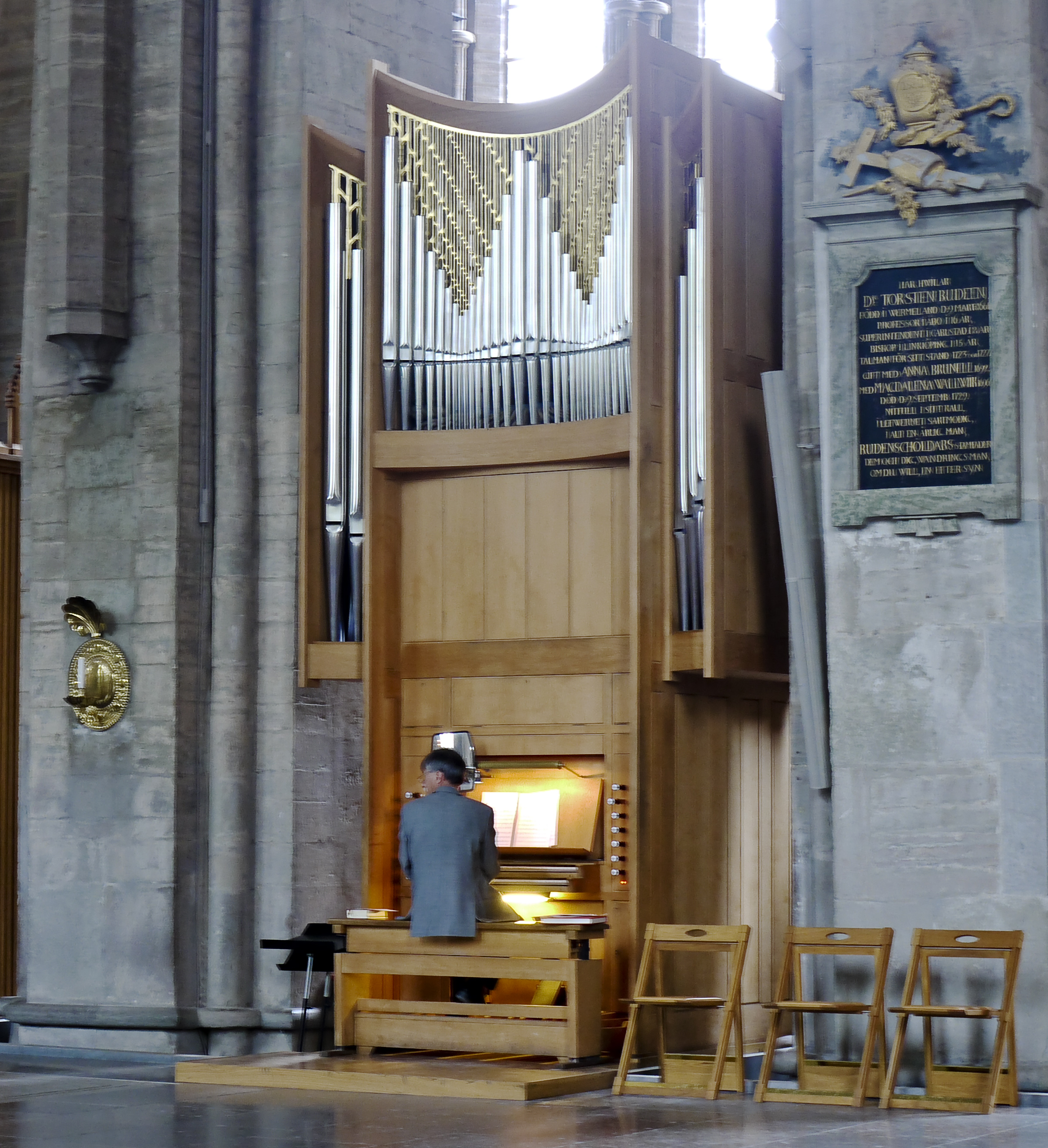
Organy w prezbiterium

Organy w prezbiterium zostały zbudowane przez P. G. Andersena z Danii w 1973 roku. Mają następującą dyspozycję (terminologia duńska):
| Manual I Hauptwerk                                                             | Manual II Brustwerk                                                     | Pedal                                                                            |
| Principal 8’ Spidsfløjte 8' Octav 4' Dækfløjte 4´ Oktav 2´ Mixtur V Trompet 8’ | Gedakt 8´ Kobbelfløjte 4´ Spilfløjte 2´ Nasat 1 1/3´ Scharf II Regal 8´ | Subbas 16’ Principal 8′ Gedakt 8′ Qvint 5 1/3´ Fløjte 4´ Basetthorn 8´ Fagot 16´ |

Połączenia klawiatur: Man II/Man I, I/Ped, II/Ped

#### Organy Continuo
Zostały zbudowane przez firmę Henk Klop Orgelbau z Holandii w 2001 roku. Stanowią dar fundacji Würtembergs Stiftelse. Są wyposażone w klawiaturę przenośną. Mają następującą dyspozycję:
| Manual I                                                |
| Gedackt 8’ Flöte 4' Principal 4' Flöte 2' Quinta 1 1/3´ |

#### Organy w kaplicy Mariackiej
Zostały zbudowane, podobnie jak organy w prezbiterium, przez P. G. Andersena z Danii. Mają następującą dyspozycję:
| Manual I                                                                |
| Spillflöte 8’ Gedackt 8' Rohrflöte 4' Principal 2´ Sordun 16´ Mixtur II |

### Grobowce i epitafia
Katedra w Linköping stała się, podobnie jak wiele innych średniowiecznych katedr, miejscem pochówku wielu sławnych osobistości, zasłużonych dla miasta i regionu. Znajdujące się we wnętrzu katedry grobowce i epitafia stanowią ważny przykład sztuki sepulkralnej. Część grobowców już została omówiona przy okazji opisu kaplic. Do najstarszych elementów wyposażenia katedry należy fragment wyrytej płyty kamiennej pochodzącej z trumny z czasów misyjnych. Jest ona dowodem, że już w XI w. w miejscu obecnej katedry był plac grzebalny a zatem i jakiś kościół lub kaplica, przypuszczalnie z drewna. Na płycie zachował się fragment łacińskiego napisu: „MEMENTO ME...NUM TUUM” („PAMIĘTAJ O MNIE W [KRÓLEST]WIE TWOIM”), wskazujący na skruszonego rozbójnika. Podobnie zdobione, kamienne trumny zostały odnalezione w najstarszych kościołach Östergötland, np. w kościele św. Larsa w Linköping, kościele klasztornym we Vrecie i w wielu innych. Wspólną cechą tego typu grobowców było to, iż były wznoszone w posiadłościach możnowładców i miały królewski status. Dotyczy to również i katedry, gdzie istniała królewska posiadłość, na fundamentach której wyrósł gród biskupi a następnie zamek królewski. Większość tego typu grobowców uległa jednak zniszczeniu z upływem czasu. Między innymi dotkliwe pożary, które nawiedziły katedrę w latach 1546 i 1567, zniszczyły dach katedry i z pewnością dokonały spustoszenia jej wnętrza. Pierwszy z tych pożarów spustoszył całe miasto, natomiast ten drugi wywołali sami mieszkańcy chcąc w ten sposób powstrzymać nacierające wojska duńskie pod wodzą feldmarszałka Daniela Rantzau.
Z dużej liczby epitafiów zawieszonych w katedrze na uwagę zasługuje wykonane z białego i czarnego marmuru epitafium Johannesa Terserusa (1605-1678), teologa i biskupa diecezji Turku w latach 1658-1664 oraz biskupa diecezji Linköping w latach 1671-1678, znanego z liberalnych poglądów i tolerancji. W obejściu prezbiterium wisi na filarze wykonana z pozłacanej miedzi tablica pamiątkowa proboszcza katedry, teologa Thomasa Ihre (1659-1720) a pod nią epitafium Andreasa Rhyzeliusa (1677-1761), biskupa Linköping w latach 1743-1761. Naprzeciwko nich zawieszone są epitafia lektora katedralnego Erika Phoenixa (zm. 1645) i jego żony Elisabet Drevhusen (zm. 1703).

Epitafia biskupów
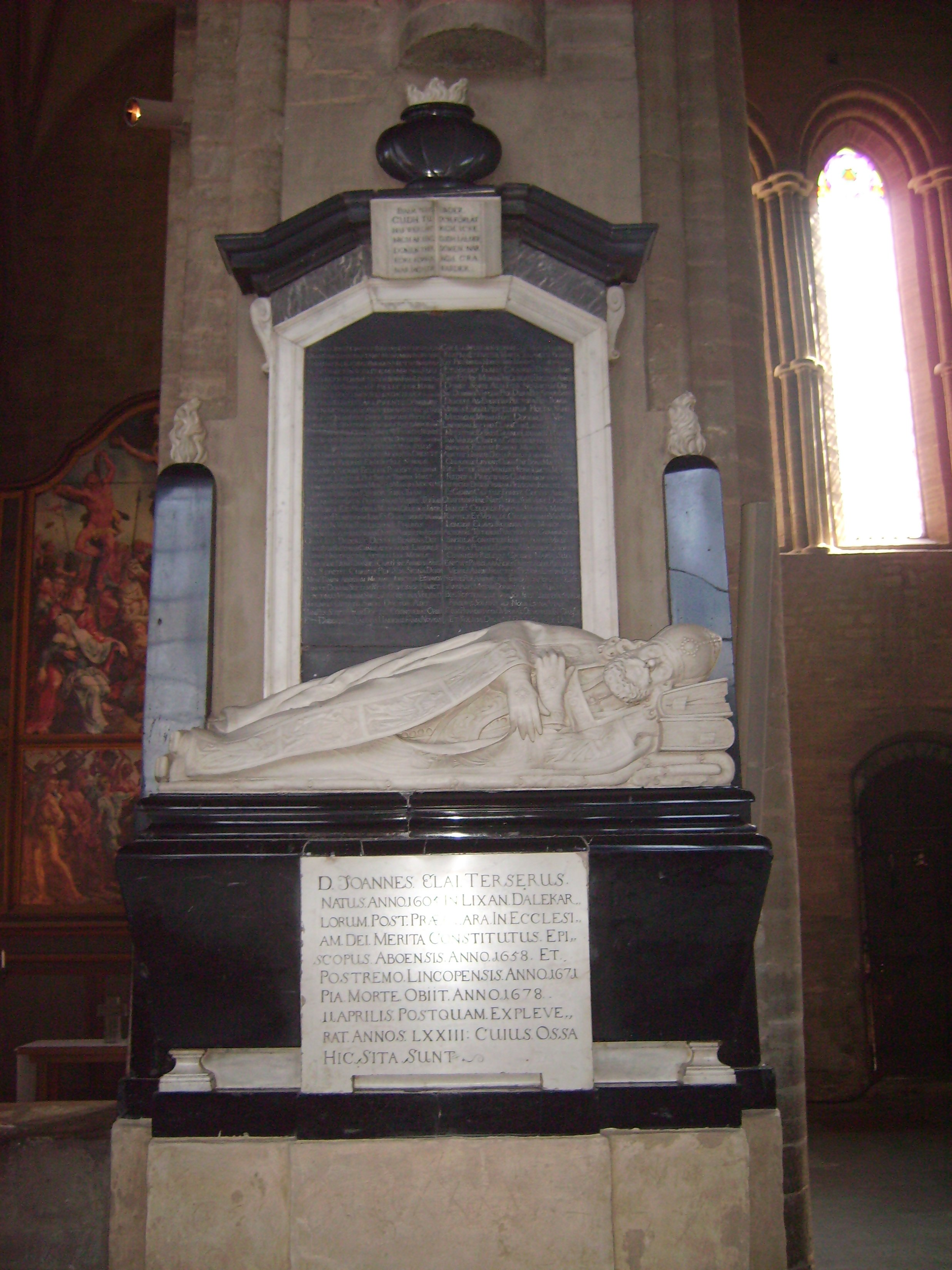
Epitafium biskupa Johannesa Terserusa
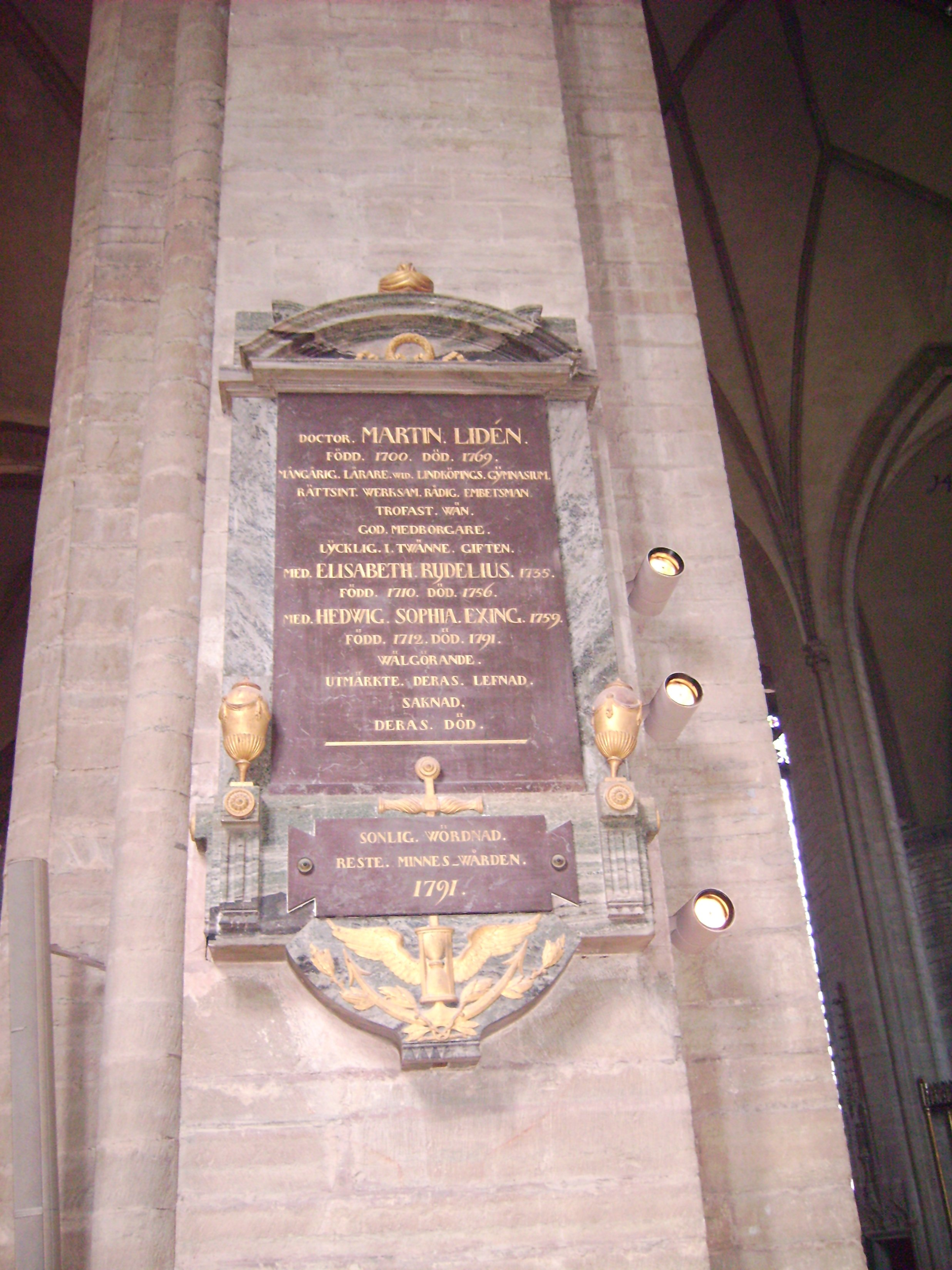
Epitafium dr. Martina Lidéna
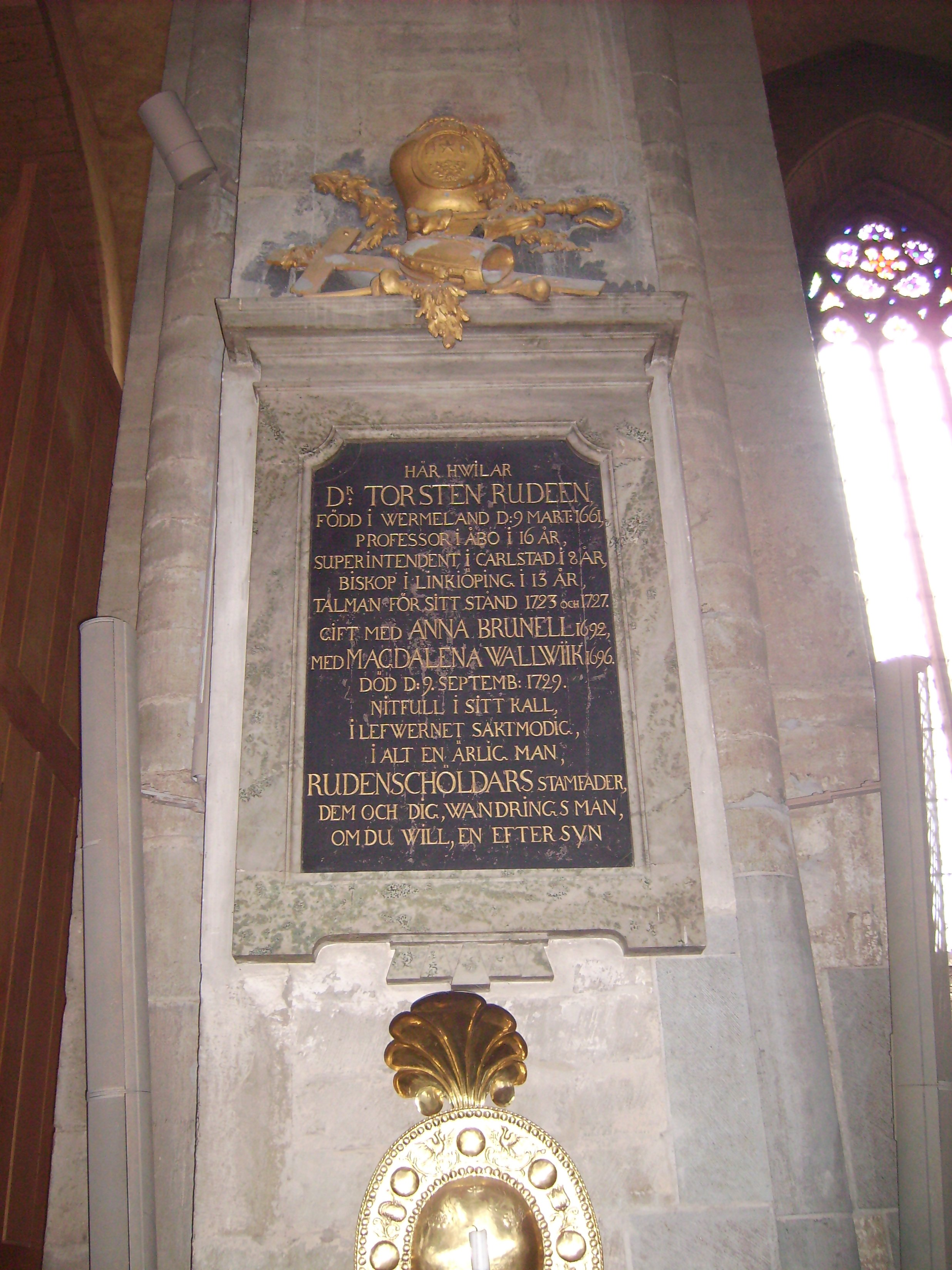
Epitafium prof. Torstena Rudeena
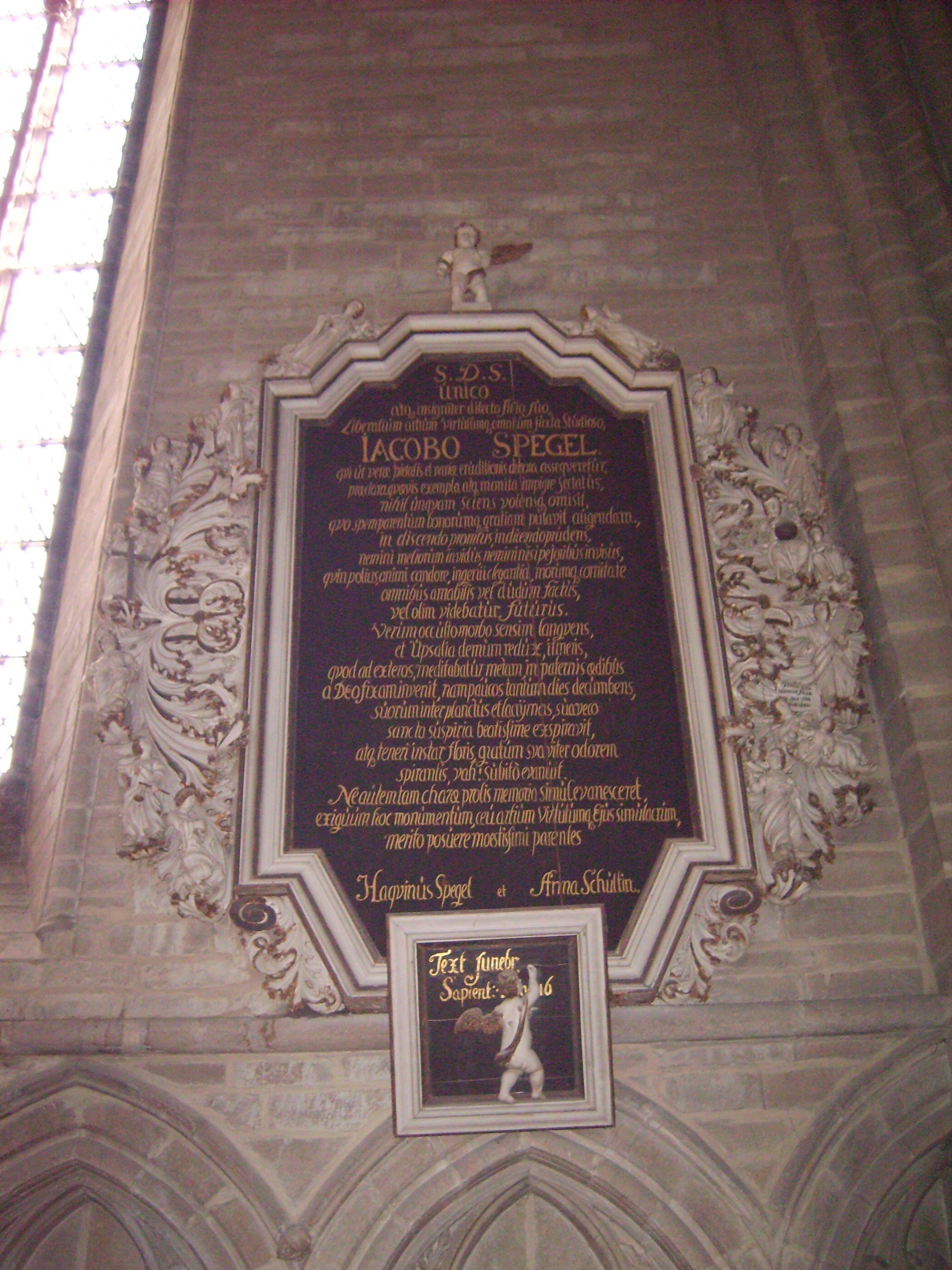
Epitafium Jacobo Spegela